# Ocupação japonesa da Coreia
```
   |- style="font-size: 85%;"
       |
Erro:
:  
valor não especificado para "
nome_comum
"

   |- style="font-size: 85%;"
       | 
Erro:
:  
valor não especificado para "
continente
"
```

De 1910 a 1945, a Coreia foi governada como parte do Império do Japão sob o nome de Chōsen (朝鮮), a leitura japonesa de Joseon.
O Japão incluiu a Coreia pela primeira vez em sua esfera de influência no final do século XIX. Tanto a Coreia (Joseon) como o Japão tinham estado sob políticas de isolacionismo, sendo Joseon um estado tributário da China Qing. Contudo, em 1854, o Japão foi aberto à força pelos Estados Unidos na Expedição Perry. Em seguida, modernizou-se rapidamente sob a Restauração Meiji, enquanto Joseon continuou a resistir às tentativas estrangeiras de abri-lo. O Japão finalmente conseguiu abrir Joseon com o Tratado desigual Japão-Coreia de 1876. Posteriormente, embarcou num processo de décadas de derrota dos seus rivais locais, assegurando alianças com potências ocidentais e afirmando a sua influência na Coreia. O Japão assassinou a desafiadora rainha coreana e interveio na Revolução Camponesa de Donghak. Depois que o Japão derrotou a China na Primeira Guerra Sino-Japonesa de 1894-1895, Joseon tornou-se nominalmente independente e declarou o efêmero Império Coreano. O Japão então derrotou a Rússia na Guerra Russo-Japonesa de 1904–1905, tornando-se a única potência regional. Em seguida, agiu rapidamente para absorver totalmente a Coreia. Primeiro fez da Coreia um protetorado com o Tratado Japão-Coreia de 1905, e depois governou o país indiretamente através do Residente Geral Japonês da Coreia. Depois de forçar o imperador coreano Gojong a abdicar em 1907, o Japão colonizou formalmente a Coreia com o Tratado Japão-Coreia de 1910. O território foi então administrado pelo Governador-Geral de Chōsen, com sede em Keijō (Seul), até ao final do período colonial.
O Japão fez mudanças radicais na Coreia. Começou um processo de japonização, eventualmente proibindo funcionalmente o uso de nomes coreanos e da língua coreana. Dezenas de milhares de artefatos culturais foram saqueados e levados para o Japão. O Japão também criou infraestrutura e indústria. Foram construídas ferrovias, portos e estradas, embora em numerosos casos os trabalhadores estivessem sujeitos a condições de trabalho extremamente precárias e a salários discriminatórios. Embora a economia da Coreia tenha crescido sob o domínio do Japão, muitos argumentam que muitos dos projetos de infraestruturas foram concebidos para extrair recursos da península e não para beneficiar o seu povo. Muitos dos pobres rurais não viram os benefícios da infraestrutura e foram obrigados a enviar uma quantidade significativa da sua produção agrícola para o Japão, o que deixou muitos à beira da ruína ou da fome. Estas condições levaram ao nascimento do movimento de independência coreano, que atuou tanto política como militantemente, por vezes dentro do Império Japonês, mas principalmente de fora dele. Os coreanos também foram submetidos a uma série de assassinatos em massa, incluindo o Massacre de Gando, o Massacre de Kantō, o massacre de Jeamni e o incidente do Rio Shinano. Embora o consenso internacional seja de que todos estes incidentes ocorreram, vários estudiosos e políticos japoneses, incluindo a governadora de Tóquio, Yuriko Koike, negam completamente, tentam justificar ou minimizam incidentes como estes.
A partir de 1939 e durante a Segunda Guerra Mundial, o Japão mobilizou cerca de 5,4 milhões de coreanos para apoiar o seu esforço de guerra. Muitos foram retirados à força das suas casas e colocados para trabalhar em condições de trabalho geralmente extremamente precárias, embora as experiências das pessoas variassem. Alguns políticos e acadêmicos japoneses, incluindo o agora primeiro-ministro Fumio Kishida, negam que os coreanos tenham sido trabalhadores forçados e, em vez disso, afirmam que foram "requisitados contra a sua vontade" para trabalhar. Mulheres e meninas com idades entre 12 e 17 anos foram recrutadas de forma infame, de acordo com o consenso internacional, pelo Japão para a escravidão sexual funcional. Elas são agora eufemisticamente chamadas de “mulheres de conforto” e são uma fonte contínua de controvérsia. Vários acadêmicos e políticos japoneses modernos, principalmente do grupo nacionalista de extrema direita Nippon Kaigi, do qual Fumio Kishida e 57% de seu gabinete são membros, negam que tenham sido forçados a trabalhar em tudo, e afirmam que mesmo as garotas púberes consentiram no trabalho sexual e foram compensadas razoavelmente. Após a rendição do Japão no final da guerra, a Coreia foi libertada, embora tenha sido imediatamente dividida sob o domínio da União Soviética e dos Estados Unidos.
O legado da colonização japonesa foi fortemente contestado logo após o seu fim e ainda é extremamente controverso. Há uma gama significativa de opiniões tanto na Coreia do Sul como no Japão, e os tópicos históricos continuam a causar controvérsia regular. Na Coreia do Sul, um foco particular é o papel dos numerosos colaboradores étnicos coreanos ("chinilpa") com o Japão, que foram punidos de diversas maneiras ou deixados em paz. Esta controvérsia é exemplificada no legado de Park Chung-hee, o presidente mais influente e controverso da Coreia do Sul, que colaborou com os militares japoneses e continuou a elogiá-los mesmo após o período colonial. Até 1964, a Coreia do Sul e o Japão não mantinham relações diplomáticas funcionais, até assinarem o Tratado de Relações Básicas, que declarava "nulos e sem efeito" os tratados desiguais do passado, especialmente os de 1905 e 1910. Apesar disso, as relações entre o Japão e a Coreia do Sul oscilaram entre períodos mais quentes e mais frios, muitas vezes devido a conflitos sobre a historiografia desta época.

## Terminologia
Durante o período do domínio colonial japonês, a Coreia era oficialmente conhecida como Chōsen (朝鮮), embora o nome anterior continuasse a ser usado internacionalmente.
Na Coreia do Sul, o período é geralmente descrito como o "período de ocupação compulsiva imperial japonesa" (hangul: 일제강점기; hanja: 日帝强占期; rr: Ilje Gangjeom-gi ). Outros termos, embora muitas vezes considerados obsoletos, incluem "Período Imperial Japonês" (hangul: 일제시대; hanja: 日帝時代; rr: Ilje Sidae), "O sombrio período imperial japonês" (hangul: 일제암흑기; hanja: 日帝暗黑期; rr: Ilje Amheuk-gi), e "Período de administração Wae (japonês)" (hangul: 왜정시대; hanja: 倭政時代; rr: Wae-jeong Sidae).
No Japão, o termo "Chōsen do período governado pelos japoneses" (日本統治時代の朝鮮, Nippon Tōchi-jidai no Chōsen) foi usado.

## Prelúdio

### Turbulência política na Coreia

#### Tratado Japão-Coreia de 1876

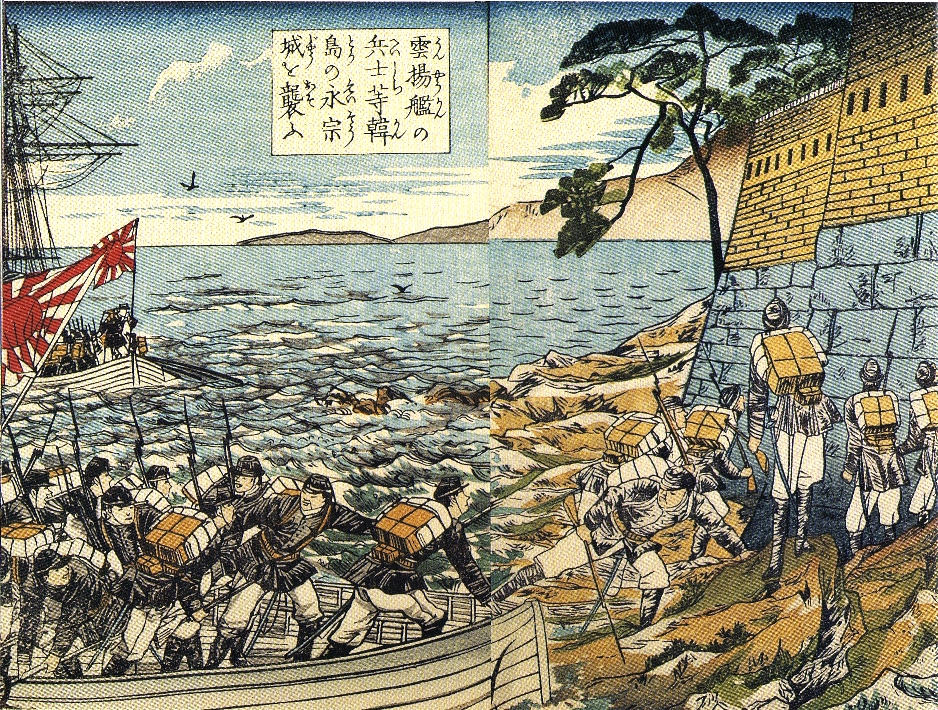
Fuzileiros navais japoneses desembarcando do Unyo na Ilha Yeongjong, perto de Ganghwa

Em 27 de fevereiro de 1876, o Tratado de Ganghwa, também conhecido no Japão como Tratado de Amizade Japão-Coreia (japonês:日朝修好条規, Nitchō-shūkōjōki significando tratado de relações amistosas Japão-Chosun, hangul: 강화도조약; hanja: 江華島條約; rr: Ganghwado joyak; lit. Tratado da Ilha Ganghwa) foi assinado. Foi projetado para abrir a Coreia ao comércio japonês, e os direitos concedidos ao Japão sob o tratado foram semelhantes aos concedidos às potências ocidentais no Japão após a visita do Comodoro Perry em 1854. O tratado acabou com o status da Coreia como protetorado da China, forçou a abertura de três portos coreanos ao comércio japonês, concedeu direitos extraterritoriais aos cidadãos japoneses e foi um tratado desigual assinado sob coação (diplomacia da canhoneira) do incidente da Ilha Ganghwa em 1875.
Como resultado do tratado, mercadores japoneses chegaram a Busan, que se tornou o centro do comércio exterior e do comércio. As autoridades japonesas publicaram então o primeiro jornal da Coreia, Chōsen shinpō (朝鮮新報), em 1881. Os artigos em chinês destinavam-se à elite instruída da Coreia, que defendia o governo constitucional, a liberdade de expressão, o forte Estado de direito e os direitos legais, e a industrialização liderada pelos coreanos. Poucos desses objetivos aconteceram. Os artigos em japonês focavam em notícias relacionadas a negócios, especificamente "o estagnado comércio de Busan" de arroz e outros produtos agrícolas, que flutuava enormemente devido às condições climáticas e aos caprichos da classe de elite que cobra impostos. A publicação foi interrompida em algum momento depois de maio de 1882.

#### Incidente de Imo
O regente Daewongun, que permaneceu contrário a quaisquer concessões ao Japão ou ao Ocidente, ajudou a organizar o Motim de 1882, um surto antijaponês contra a Rainha Min e seus aliados. Motivadas pelo ressentimento pelo tratamento preferencial dado às tropas recém-treinadas, as forças de Daewongun, ou "velhos militares", mataram um quadro de treinamento japonês e atacaram a legação japonesa. Diplomatas japoneses, policiais, estudantes, e alguns membros do clã Min também foram mortos durante o incidente. O Daewongun foi brevemente restaurado ao poder, apenas para ser levado à força para a China pelas tropas chinesas enviadas a Seul para evitar mais desordem.
Em agosto de 1882, o Tratado de Jemulpo (Tratado Japão-Coreia de 1882) indenizou as famílias das vítimas japonesas, pagou indenizações ao governo japonês no valor de 500 000 ienes e permitiu que uma companhia de guardas japoneses ficasse estacionada na base japonesa. legação em Seul.

#### Golpe de Gapsin
A luta entre os seguidores de Heungseon Daewongun e os da Rainha Min foi ainda mais complicada pela competição de uma facção de independência coreana conhecida como Partido Progressista (Gaehwa-dang), bem como da facção Conservadora. Enquanto o primeiro procurou o apoio do Japão, o último procurou o apoio da China. Em 4 de dezembro de 1884, o Partido Progressista, auxiliado pelos japoneses, tentou um golpe (golpe de Gapsin) e estabeleceu um governo pró-japonês sob o rei reinante, dedicado à independência da Coreia da suserania chinesa. No entanto, isto teve vida curta, pois as autoridades conservadoras coreanas solicitaram a ajuda das forças chinesas estacionadas na Coreia. O golpe foi reprimido pelas tropas chinesas e uma multidão coreana matou oficiais japoneses e residentes japoneses em retaliação. Alguns líderes do Partido Progressista, incluindo Kim Ok-gyun, fugiram para o Japão, enquanto outros foram executados. Durante os 10 anos seguintes, a expansão japonesa na economia coreana foi aproximada apenas pelos esforços da Rússia czarista.

#### Revolução Donghak e Primeira Guerra Sino-Japonesa

Principais batalhas e movimentos de tropas durante a Primeira Guerra Sino-Japonesa

A eclosão da Revolução Camponesa de Donghak em 1894 forneceu um pretexto seminal para a intervenção militar direta do Japão nos assuntos da Coreia. Em abril de 1894, Joseon pediu ajuda chinesa para acabar com a revolta. Em resposta, os líderes japoneses, citando como pretexto uma violação da Convenção de Tientsin, decidiram pela intervenção militar para desafiar a China. Em 3 de maio de 1894, 1 500 forças Qing apareceram em Incheon. Em 23 de julho de 1894, o Japão atacou Seul, desafiando a exigência de retirada do governo coreano, e então a ocupou e iniciou a Guerra Sino-Japonesa. O Japão venceu a Primeira Guerra Sino-Japonesa e a China assinou o Tratado de Shimonoseki em 1895. Entre as suas muitas estipulações, o tratado reconhecia "a total e completa independência e autonomia da Coreia", encerrando assim a relação tributária de Joseon com Qing, levando à proclamação da independência total de Joseon em 1895. Ao mesmo tempo, o Japão suprimiu a revolta camponesa com as forças do governo coreano.

#### Assassinato da Rainha Min
O ministro japonês na Coreia, Miura Gorō, orquestrou uma conspiração contra a rainha Min, de 43 anos (mais tarde recebeu o título de "Imperatriz Myeongseong"), e em 8 de outubro de 1895, ela foi assassinada por agentes japoneses. Em 2001, relatórios russos sobre o assassinato foram encontrados nos arquivos do Ministério das Relações Exteriores da Federação Russa. Os documentos incluíam o depoimento do Rei Gojong, de várias testemunhas do assassinato, e o relatório de Karl Ivanovich Weber a Aleksey Lobanov-Rostovsky, o Ministro das Relações Exteriores da Rússia, por Park Jonghyo. Weber era naquela época o encarregado de negócios da legação russa em Seul. De acordo com uma testemunha ocular russa, Seredin-Sabatin, um funcionário do rei, um grupo de agentes japoneses entrou em Gyeongbokgung, matou a rainha Min e profanou o seu corpo na ala norte do palácio.
Ao ouvir a notícia, Heungseon Daewongun retornou ao palácio real no mesmo dia. Em 11 de fevereiro de 1896, o rei Gojong e o príncipe herdeiro mudaram-se de Gyeongbokgung para a legação russa em Jeong-dong, Seul, de onde governaram por cerca de um ano, evento conhecido como refúgio real da Coreia na legação russa.

#### Protestos pela democracia e a proclamação do Império Coreano
Após o Refúgio Real, alguns ativistas coreanos estabeleceram o Clube da Independência (독립협회; 獨立協會) em 1896. Alegaram que a Coreia deveria negociar com as potências ocidentais, especialmente a Rússia, para contrabalançar a crescente influência do Japão. Em 1897, este clube destruiu o Yeongeunmun, um portão especial, construído em 1537, onde os enviados chineses foram escoltados e recebidos, e contribuiu para a construção do Portão da Independência e realizaram reuniões regulares nas ruas de Jongno, exigindo reformas democráticas como a Coreia. tornou-se uma monarquia constitucional e o fim da influência japonesa e russa nos assuntos coreanos.
Em outubro de 1897, Gojong decidiu retornar ao seu outro palácio, Deoksugung, e proclamou a fundação do Império Coreano. Durante este período, o governo coreano conduziu uma política de ocidentalização. No entanto, não foi uma reforma duradoura e o Clube da Independência foi dissolvido em 25 de dezembro de 1898, quando o novo imperador Gojong anunciou oficialmente a proibição de congressos não oficiais.

#### Prelúdio à anexação

Bandeira do Residente Geral Japonês da Coreia (1905–1910)

Tendo estabelecido o domínio económico e militar na Coreia em outubro de 1904, o Japão informou que tinha desenvolvido 25 reformas que pretendia introduzir na Coreia em graus graduais. Entre elas estava a pretendida aceitação pelo Departamento Financeiro Coreano de um Superintendente Japonês, a substituição dos Ministros das Relações Exteriores e cônsules coreanos por japoneses e a "união de armas militares" na qual os militares da Coreia seriam modelados segundo os militares japoneses. Estas reformas foram impedidas pelo prosseguimento da Guerra Russo-Japonesa de 8 de Fevereiro de 1904 a 5 de Setembro de 1905, que o Japão venceu, eliminando assim o último rival do Japão com influência na Coreia.
Frustrado com isso, o rei Gojong convidou Alice Roosevelt Longworth, que estava em viagem pelos países asiáticos com William Howard Taft, ao Palácio Imperial em 20 de setembro de 1905, para buscar apoio político dos Estados Unidos apesar de sua grosseria diplomática. No entanto, foi após a troca de opiniões através do acordo Taft-Katsura, em 27 de julho de 1905, que a América e o Japão não interferiram entre si nas questões coloniais.
Nos termos do Tratado de Portsmouth, assinado em setembro de 1905, a Rússia reconheceu o "interesse político, militar e económico primordial" do Japão na Coreia.
Dois meses depois, a Coreia foi obrigada a se tornar um protetorado japonês pelo Tratado Japão-Coreia de 1905 e as "reformas" foram promulgadas, incluindo a redução do Exército Coreano de 20 000 para 1 000 homens, dissolvendo todas as guarnições nas províncias, mantendo apenas uma única guarnição nos arredores de Seul. Em 6 de janeiro de 1905, Horace Allen, chefe da Legação Americana em Seul, relatou ao seu Secretário de Estado, John Hay, que o governo coreano havia sido avisado pelo governo japonês "que doravante os assuntos policiais de Seul serão controlados pelos japoneses gendarmaria" e "que um inspetor de polícia japonês será colocado em cada prefeitura". Um grande número de coreanos organizou-se em movimentos de educação e reforma, mas o domínio japonês na Coreia tornou-se uma realidade.
Em junho de 1907, a Segunda Conferência de Paz foi realizada em Haia. O Imperador Gojong enviou secretamente três representantes para chamar a atenção do mundo para os problemas da Coreia. Aos três enviados, que questionaram a legalidade da convenção do protetorado, foi recusado o acesso aos debates públicos pelos delegados internacionais. Um desses representantes foi o missionário e historiador Homer Hulbert. Desesperado, um dos representantes coreanos, Yi Tjoune, suicidou-se em Haia. Em resposta, o governo japonês tomou medidas mais fortes. Em 19 de julho de 1907, o imperador Gojong foi forçado a renunciar à sua autoridade imperial e nomear o príncipe herdeiro como regente. As autoridades japonesas usaram esta concessão para forçar a adesão do novo imperador Sunjong após a abdicação, que nunca foi acordada por Gojong. Nem Gojong nem Sunjong estiveram presentes na cerimónia de “adesão”. Sunjong seria o último governante da dinastia Joseon, fundada em 1392.
Em 24 de julho de 1907, um tratado foi assinado sob a liderança de Lee Wan-yong e Ito Hirobumi para transferir todos os direitos da Coreia para o Japão. Isto levou a um movimento militar justo em grande escala entre os coreanos, e as tropas dispersadas juntaram-se às forças de resistência. A resposta do Japão a isto foi uma tática de terra arrasada, utilizando tropas do tamanho de divisões, que resultou no movimento de organizações de resistência armada na Coreia para a Manchúria. Em meio a essa confusão, em 26 de outubro de 1909, Ahn Jung-geun, um ex-soldado voluntário, assassinou Ito Hirobumi em Harbin.
Enquanto isso, grupos populistas pró-japoneses como o Iljinhoe ajudaram o Japão ao serem fascinados pelo pan-asianismo japonês, pensando que a Coreia teria autonomia como a Áustria-Hungria. Foi adotado como consultor representativo de Ryohei Uchida, e foi usado para propaganda com apoio do governo japonês. Em 3 de dezembro de 1909, ele e Lee Wan-yong emitirão uma declaração exigindo a anexação da Coreia.
No entanto, a fusão ocorreu na forma de anexação do território coreano pelo Japão e foi dissolvida por Terauchi Masatake em 26 de setembro de 1910.

## Tratado de anexação Japão-Coreia (1910)

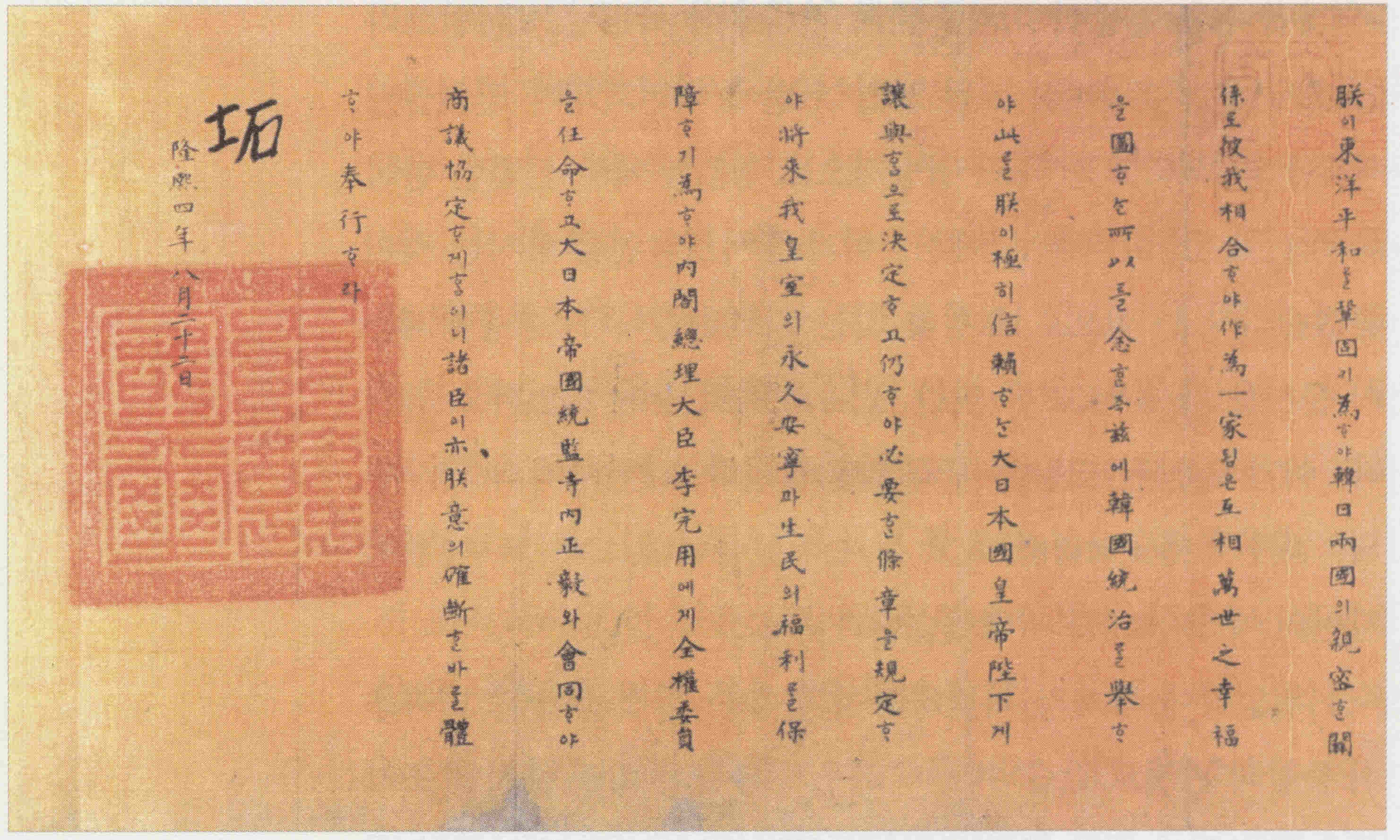
Procuração geral para Lee Wan-yong selada e assinada pelo último imperador, Sunjong (李坧) em 22 de agosto de 1910 (융희4년; 隆熙4年)

Em maio de 1910, o Ministro da Guerra do Japão, Terauchi Masatake, recebeu a missão de finalizar o controle japonês sobre a Coreia depois que os tratados anteriores (o Tratado Japão-Coreia de 1904 e o Tratado Japão-Coreia de 1907) tornaram a Coreia um protetorado do Japão e estabeleceu a hegemonia japonesa sobre a política interna coreana. Em 22 de agosto de 1910, o Japão anexou efetivamente a Coreia com o Tratado Japão-Coreia de 1910 assinado por Ye Wanyong, primeiro-ministro da Coreia, e Terauchi Masatake, que se tornou o primeiro governador-geral japonês da Coreia.
O tratado entrou em vigor no mesmo dia e foi publicado uma semana depois. O tratado estipulou:
- Artigo 1: Sua Majestade o Imperador da Coreia concede completa e definitivamente toda a sua soberania sobre todo o território coreano a Sua Majestade o Imperador do Japão.
- Artigo 2: Sua Majestade o Imperador do Japão aceita a concessão declarada no artigo anterior e consente na anexação da Coreia ao Império do Japão.

Tanto o protetorado quanto os tratados de anexação foram declarados já nulos no Tratado sobre Relações Básicas entre o Japão e a República da Coreia de 1965.
Este período também é conhecido como Era do Reinado da Polícia Militar (1910–1919), em que a Polícia tinha autoridade para governar todo o país. O Japão controlava a mídia, a lei e também o governo por meio de poder físico e regulamentos.
Em março de 2010, 109 intelectuais coreanos e 105 intelectuais japoneses reuniram-se no 100º aniversário do Tratado Japão-Coreia de 1910 e declararam este tratado de anexação nulo e sem efeito. Eles declararam essas declarações em cada uma de suas capitais (Seul e Tóquio) com uma conferência de imprensa simultânea. Eles anunciaram que "o império japonês pressionou o clamor do Império e do povo coreano e foi forçado pelo Tratado Japão-Coreia de 1910 e o texto completo de um tratado era falso e o texto do acordo também era falso". Eles também declararam que o "Processo e formalidade do" Tratado Japão-Coreia de 1910 "tinha enormes deficiências e, portanto, o tratado era nulo e sem efeito. Isto implicava que o Movimento 1º de Março não era um movimento ilegal.

### Exército Justo

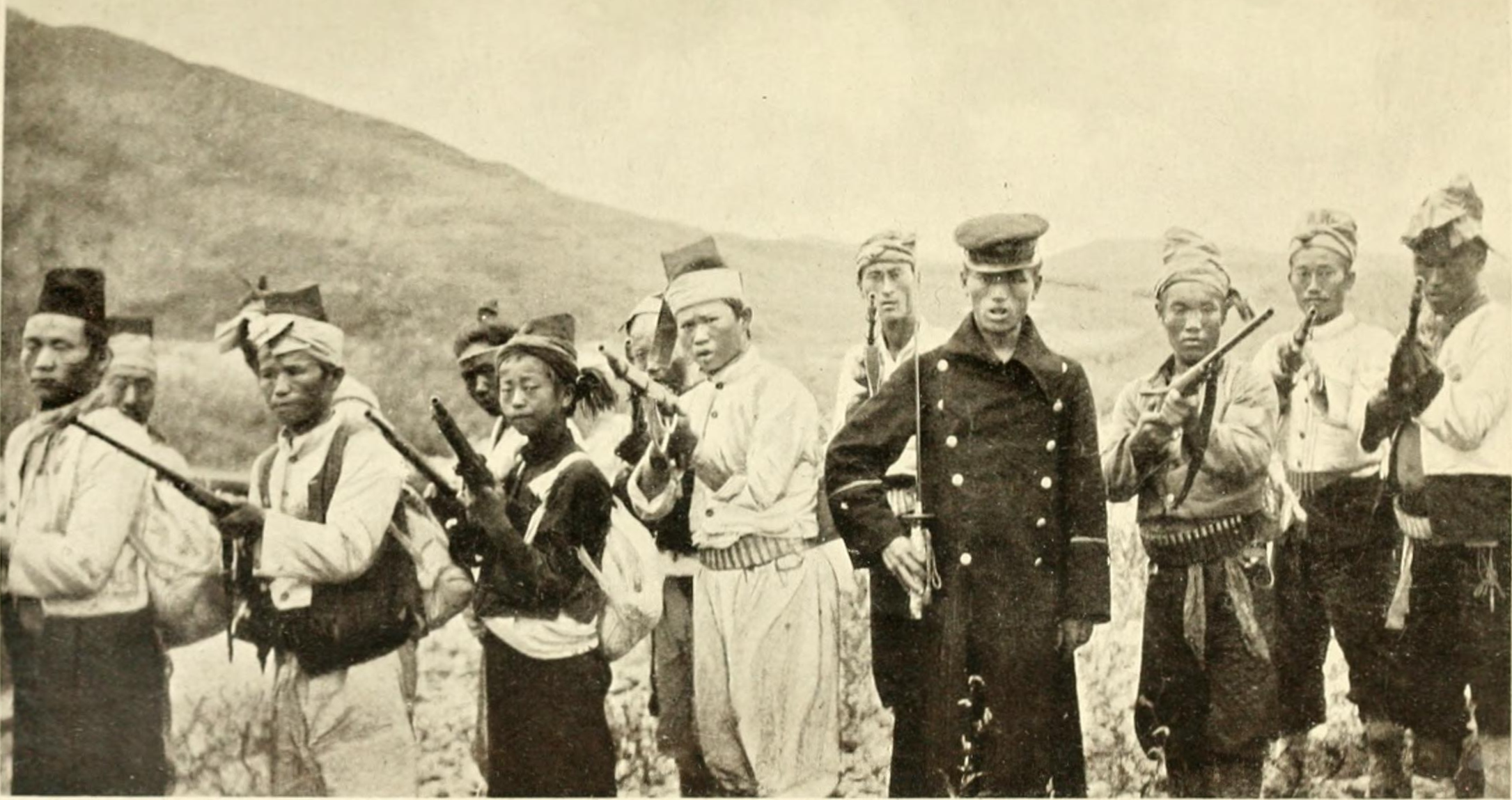
Um soldado dos exércitos Justos em 1907 - Frederick Arthur McKenzie

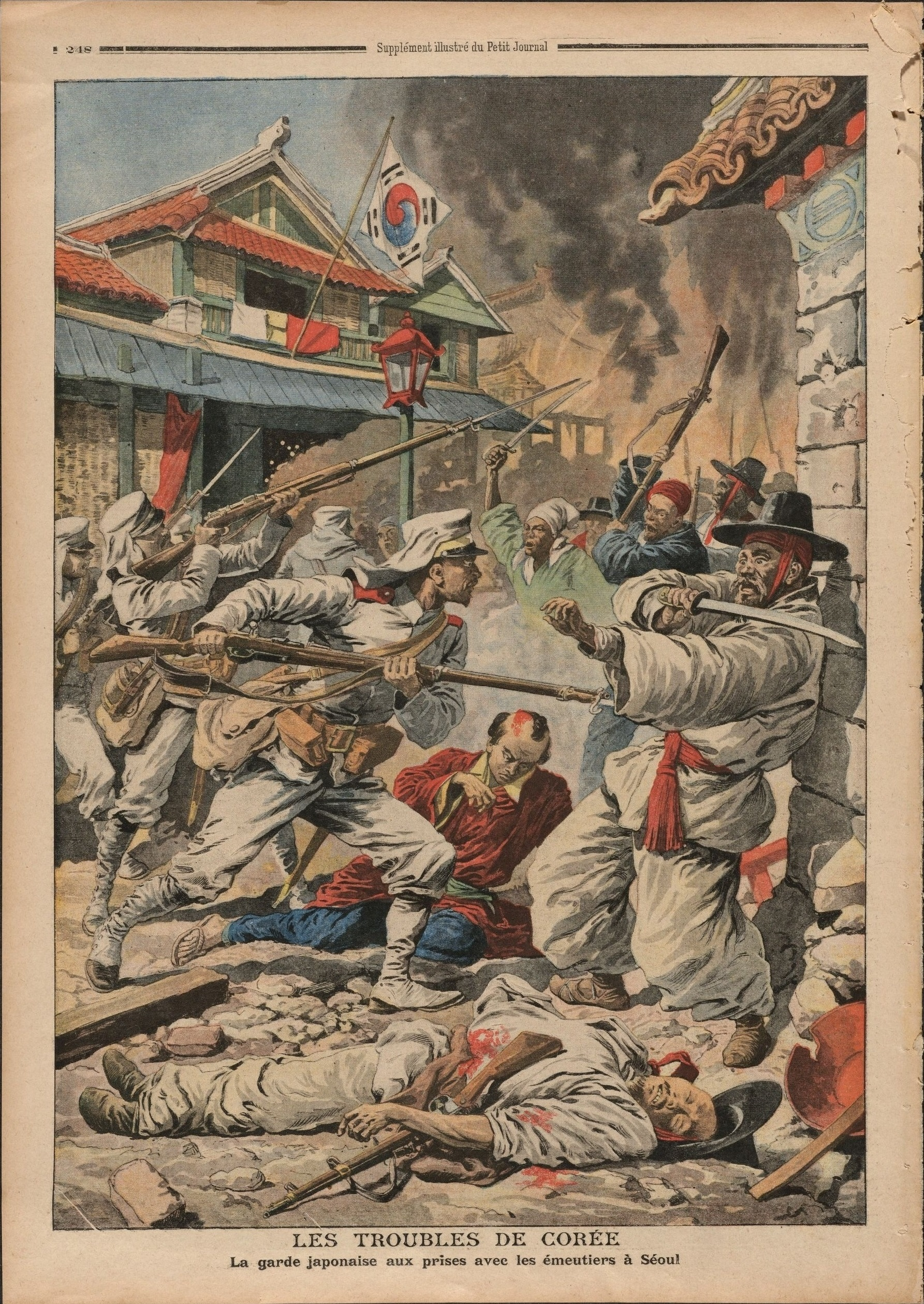
Batalha de Namdaemun em 1907 - Le Petit Journal

Um dos exércitos justos de rebeldes coreanos foi formado no início de 1900, após a ocupação japonesa. O Exército Justo foi formado por Yu In-seok e outros estudiosos confucionistas durante as Guerras Camponesas. Suas fileiras aumentaram após o assassinato da Rainha pelas tropas japonesas e coreanas. Sob a liderança de Min Jeong-sik, Choe Ik-hyeon e Shin Dol-seok, o Exército Justo atacou o exército japonês, comerciantes japoneses e burocratas pró-japoneses nas províncias de Gangwon, Chungcheong, Jeolla e Gyeongsang.
Shin Dol-seok, um camponês sem instrução, comandou mais de 3 000 soldados. Entre as tropas estavam ex-soldados do governo, camponeses pobres, pescadores, caçadores de tigres, mineiros, comerciantes e trabalhadores. Durante o Tratado Japão-Coreia de 1907, o exército coreano foi dissolvido em 1 de agosto de 1907. O Exército foi liderado pelo Comandante do 1º Batalhão, Major Park Seung-hwan, que cometeu suicídio após sua dissolução. Ex-soldados da Coreia iniciaram uma revolta contra o exército japonês no Portão de Namdaemun. O exército dissolvido juntou-se aos Exércitos Justos e juntos solidificaram uma base para a batalha dos Exércitos Justos.
Em 1907, o Exército Justo sob o comando de Yi In-yeong reuniu 10 000 soldados para libertar Seul e derrotar os japoneses. O Exército chegou em 12km de Seul, mas não resistiu à contraofensiva japonesa. O Exército Justo não era páreo para duas divisões de infantaria de 20 mil soldados japoneses apoiadas por navios de guerra atracados perto de Incheon.
O Exército Justo recuou de Seul e a guerra continuou por mais dois anos. Mais de 17 000 soldados do Exército Justo foram mortos e mais de 37 000 ficaram feridos em combate. A maioria dos exércitos de resistência foram caçados e incapazes de derrotar o exército japonês de frente, o Exército Justo dividiu-se em pequenos bandos de guerrilheiros para continuar a Guerra de Libertação na China, na Sibéria e nas Montanhas Baekdu na Coreia. As tropas japonesas primeiro esmagaram o Exército Camponês e depois dissolveram o restante do exército governamental. Muitas das tropas sobreviventes da guerrilha coreana e do governo antijaponês fugiram para a Manchúria e Primorsky Krai para continuar a sua luta.

### Polícia Militar
À medida que a resistência coreana contra o domínio japonês se intensificava, os japoneses substituíram o sistema policial coreano pela sua polícia militar. O infame Akashi Motojiro foi nomeado comandante das forças policiais militares japonesas. Os japoneses finalmente substituíram as forças policiais imperiais coreanas em junho de 1910 e combinaram as forças policiais e a polícia militar, estabelecendo firmemente o domínio da polícia militar. Após a anexação, Akashi passou a atuar como Chefe de Polícia. Esses policiais militares passaram a ter grande autoridade sobre os coreanos. Não apenas japoneses, mas também coreanos serviram como policiais.

## Primeiros anos e expansão (1910-1941)

### Migração japonesa e propriedade da terra
Por volta da época da Primeira Guerra Sino-Japonesa de 1894-1895, os comerciantes japoneses começaram a se estabelecer em vilas e cidades na Coreia em busca de oportunidades econômicas. Em 1910, o número de colonos japoneses na Coreia atingiu mais de 170.000, constituindo a maior comunidade nikkei do mundo na época.

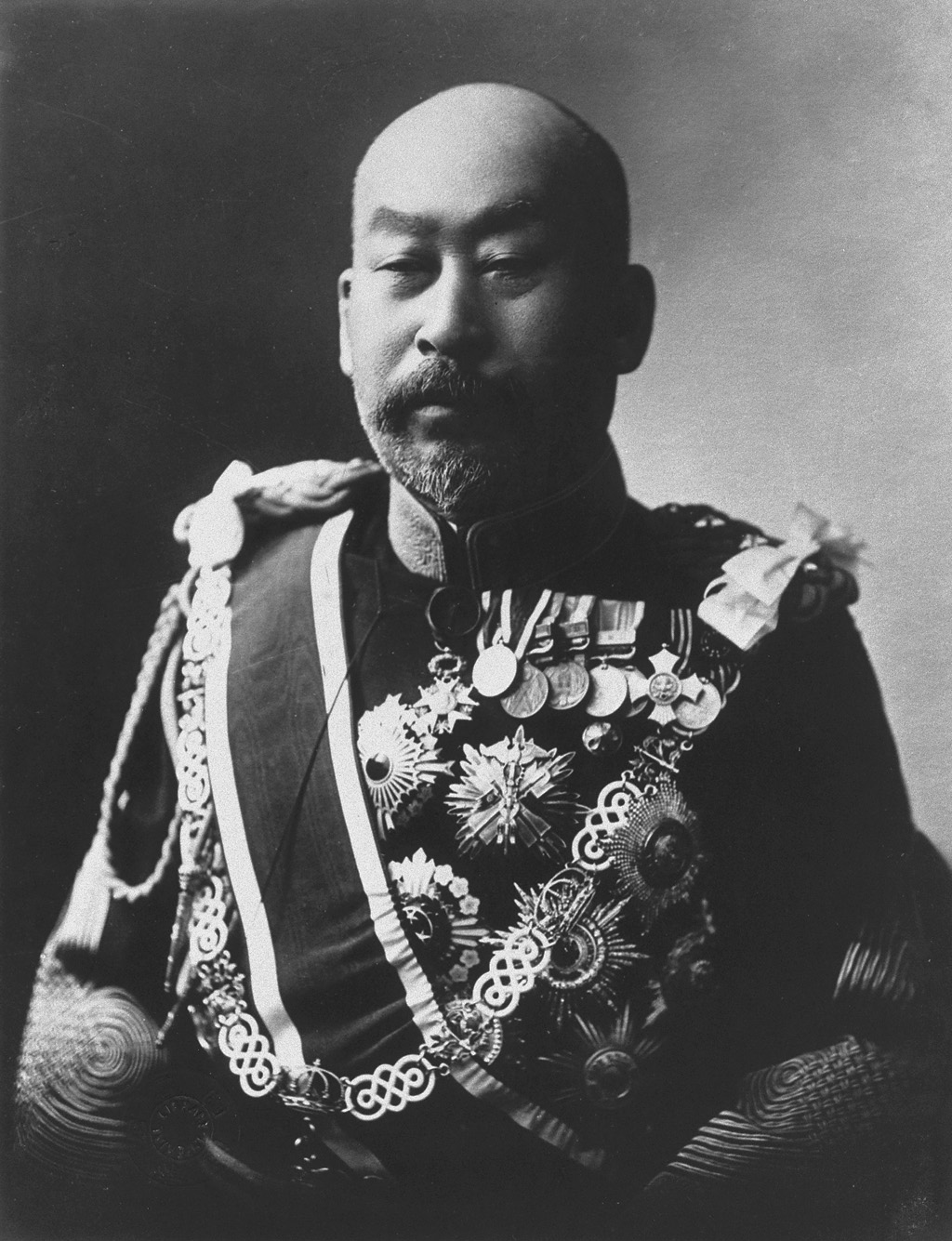
Terauchi Masatake, o primeiro governador-geral japonês da Coreia

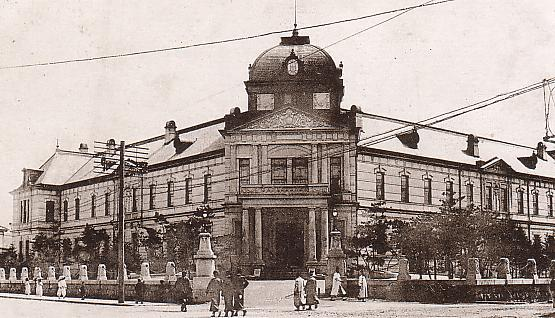
Sede da Companhia de Desenvolvimento Oriental em Keijō

Muitos colonos japoneses demonstraram interesse em adquirir terras agrícolas na Coreia mesmo antes da propriedade da terra japonesa ser oficialmente legalizada em 1906. O Governador-Geral Terauchi Masatake facilitou o assentamento através da reforma agrária. O sistema coreano de propriedade de terras apresentava proprietários ausentes, apenas arrendatários-proprietários parciais e agricultores com propriedade tradicional (mas sem prova legal de). Em 1920, 90% das terras coreanas eram propriedade dos coreanos. O novo Escritório de Levantamento de Terras de Terauchi conduziu levantamentos cadastrais que estabeleceram a propriedade com base em provas escritas (escrituras, títulos e documentos semelhantes). O sistema negou a propriedade àqueles que não pudessem fornecer tal documentação escrita; estes acabaram sendo, em sua maioria, proprietários imparciais e de alta classe, que tinham apenas os tradicionais direitos verbais de cultivo. Os proprietários japoneses incluíam indivíduos e empresas (como a Companhia de Desenvolvimento Oriental). Devido a estes desenvolvimentos, a propriedade de terras japonesa disparou, assim como a quantidade de terras adquiridas por empresas privadas japonesas. Muitos antigos proprietários de terras coreanos, bem como trabalhadores agrícolas, tornaram-se arrendatários, tendo perdido os seus direitos quase da noite para o dia porque não podiam pagar pela recuperação de terras e melhorias de irrigação que lhes foram impostas. Para agravar as tensões económicas impostas ao campesinato coreano, as autoridades forçaram os camponeses coreanos a cumprir longos dias de trabalho obrigatório para construir obras de irrigação; Os funcionários imperiais japoneses obrigaram os camponeses a pagar por estes projectos sob a forma de pesados impostos, empobrecendo muitos deles e fazendo com que ainda mais deles perdessem as suas terras. Embora muitos outros acontecimentos subsequentes tenham colocado uma pressão cada vez maior sobre os camponeses da Coreia, a escassez de arroz no Japão em 1918 foi o maior catalisador das dificuldades. Durante essa escassez, o Japão recorreu à Coreia para aumentar o cultivo de arroz; contudo, à medida que os camponeses coreanos começaram a produzir mais para o Japão, a quantidade que levavam para comer caiu vertiginosamente, causando muito ressentimento entre eles.
Em 1910, estima-se que 7 a 8% de todas as terras aráveis na Coreia estavam sob controle japonês. Este rácio aumentou de forma constante; a partir dos anos de 1916, 1920 e 1932, a proporção de propriedade de terras japonesas aumentou de 36,8 para 39,8 para 52,7%. O nível de arrendamento era semelhante ao dos agricultores do próprio Japão; entretanto, na Coreia, os proprietários de terras eram em sua maioria japoneses, enquanto os inquilinos eram todos coreanos. Como frequentemente acontecia no próprio Japão, os arrendatários tinham de pagar mais de metade das suas colheitas como renda, forçando muitos a enviar esposas e filhas para fábricas ou para a prostituição para que pudessem pagar impostos.
Na década de 1930, o crescimento da economia urbana e o êxodo dos agricultores para as cidades enfraqueceram gradualmente o domínio dos proprietários de terras. Com o crescimento da economia durante a guerra durante a Segunda Guerra Mundial, o governo reconheceu o latifúndio como um impedimento ao aumento da produtividade agrícola e tomou medidas para aumentar o controle sobre o setor rural através da formação no Japão em 1943 da Associação Agrícola Central (中央農会, chūō nōkai), uma organização obrigatória sob a economia de comando do tempo de guerra.
O governo japonês esperava que a emigração para suas colônias mitigasse o boom populacional em naichi (内地), mas falhou em grande parte em conseguir isso em 1936. De acordo com números de 1934, os japoneses em Chosen somavam aproximadamente 561 000 de uma população total de mais de 21 milhões, menos de 3%. Em 1939, a população japonesa aumentou para 651 000, principalmente das províncias ocidentais do Japão. Durante o mesmo período, a população em Chosen cresceu mais rapidamente do que em Naichi. Os coreanos também migraram para o naichi em grande número, especialmente depois de 1930; em 1939, havia mais de 981 000 coreanos vivendo no Japão. Os desafios que dissuadiram os japoneses de migrar para Chosen incluíam a falta de terras aráveis e a densidade populacional comparável à do Japão.

### Antropologia e patrimônio cultural

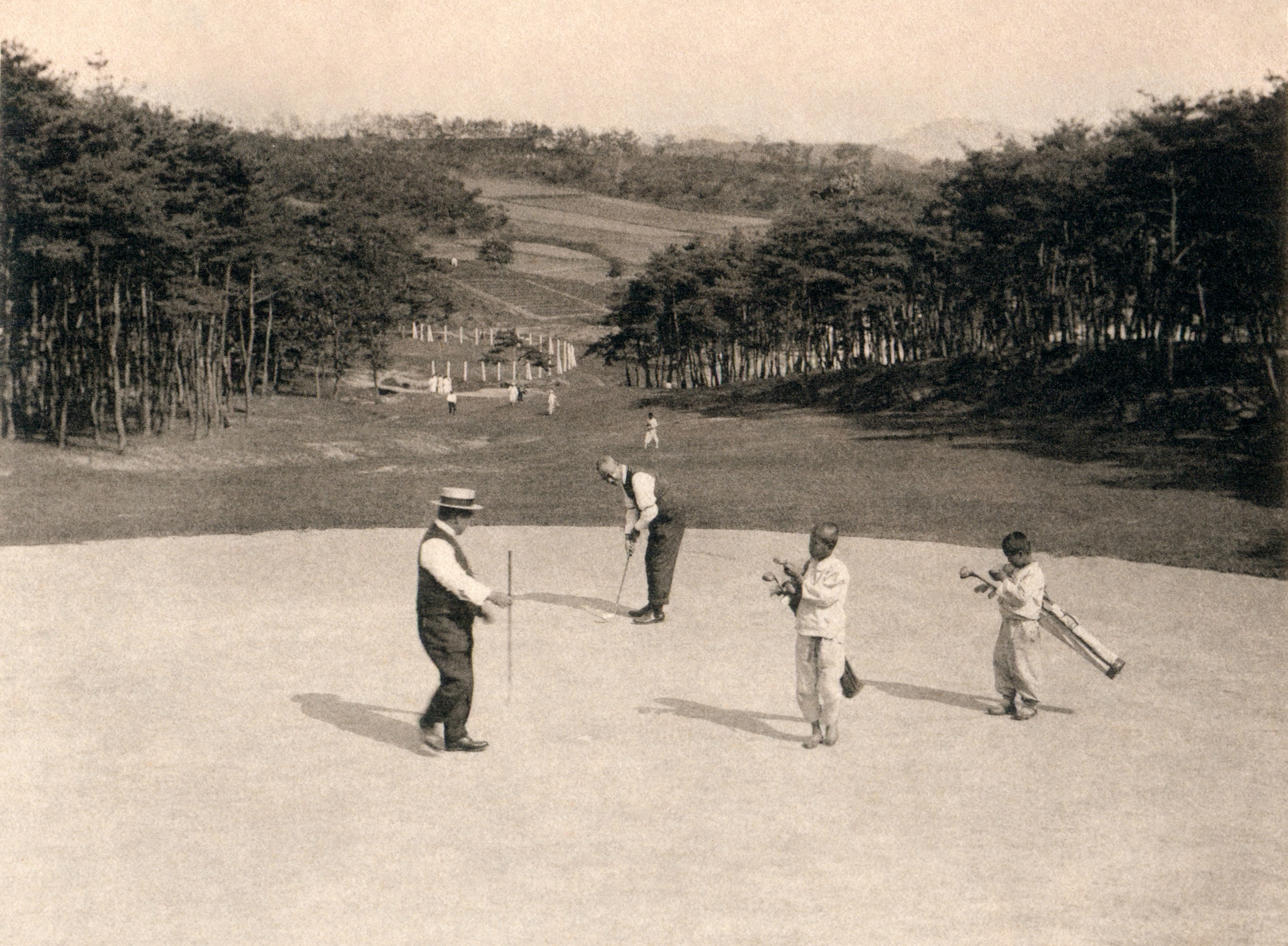
Em 1921, o Japão transformou um cemitério real coreano num campo de golfe, com os túmulos ainda diretamente no campo. Isso ocorreu no que hoje é o Parque Hyochang.

O Japão enviou antropólogos à Coreia que tiraram fotos do estado tradicional das aldeias coreanas, servindo como prova de que a Coreia estava "atrasada" e precisava de ser modernizada.
Em 1925, o governo japonês estabeleceu o Comitê de Compilação da História Coreana, que era administrado pelo Governador-Geral da Coreia e se dedicava à coleta de materiais históricos coreanos e à compilação da história coreana. De acordo com a Enciclopédia Doosan, alguma mitologia foi incorporada. O comitê apoiou a teoria de uma colônia japonesa na Península Coreana chamada Mimana, que, segundo E. Taylor Atkins, está "entre as questões mais controversas na historiografia do Leste Asiático".
O Japão executou as primeiras escavações arqueológicas modernas na Coreia. A administração japonesa também realocou alguns artefatos; por exemplo, um monumento de pedra (Hanja: 棕蟬縣神祠碑), que originalmente estava localizada na Península de Liaodong, então sob controle japonês, foi retirada de seu contexto e transferida para Pyongyang. Em abril de 2020, 81 889 artefatos culturais coreanos estavam no Japão. De acordo com a Fundação do Patrimônio Cultural Coreano no Exterior, nem todos os artefatos foram transportados ilegalmente. Somando-se ao desafio de repatriar propriedades culturais coreanas exportadas ilegalmente está a falta de especialistas em arte coreana em museus e instituições estrangeiras, alterações feitas em artefatos que obscurecem sua origem e que a movimentação de artefatos coreanos dentro do que antes era território japonês internacionalmente reconhecido era legal em A Hora. O governo sul-coreano tem continuado os seus esforços para repatriar artefatos coreanos de museus e colecções privadas no estrangeiro.
O Museu do Palácio Nacional da Coreia, originalmente construído como Museu Imperial Coreano em 1908 para preservar os tesouros de Gyeongbokgung, foi mantido sob a administração japonesa, mas renomeado como Museu da Dinastia Yi em 1938.
O Governador-Geral da Coreia instituiu uma lei em 1933 para preservar os artefatos históricos mais importantes da Coreia. O sistema estabelecido por esta lei, mantido como os atuais Tesouros Nacionais da Coreia do Sul e Tesouros Nacionais da Coreia do Norte, tinha como objetivo preservar os artefatos históricos coreanos, incluindo aqueles ainda não desenterrados. O Édito do Japão de 1871 para a Preservação de Antiguidades e Itens Antigos não pôde ser aplicado automaticamente à Coreia devido à lei japonesa, que exigia um decreto imperial para aplicar o édito na Coreia. A lei de 1933 para proteger as heranças culturais coreanas foi baseada no decreto japonês de 1871.
Gyeongbokgung, o palácio real coreano, foi demolido durante o período colonial japonês. Em 1911, após a anexação da Coreia pelo Japão, a propriedade da propriedade foi transferida para o Governador-Geral Japonês da Coreia. Em 1915, mais de 90% dos edifícios foram demolidos para dar lugar a uma exposição.
A restauração de Gyeongbokgung foi realizada desde 1990. O Edifício do Governo Geral foi demolido em 1996 e o Heungnyemun (2001) e o Gwanghwamun (2006–2010) foram restaurados de acordo com as suas localizações e desenhos originais.

### Motins antichineses de 1931

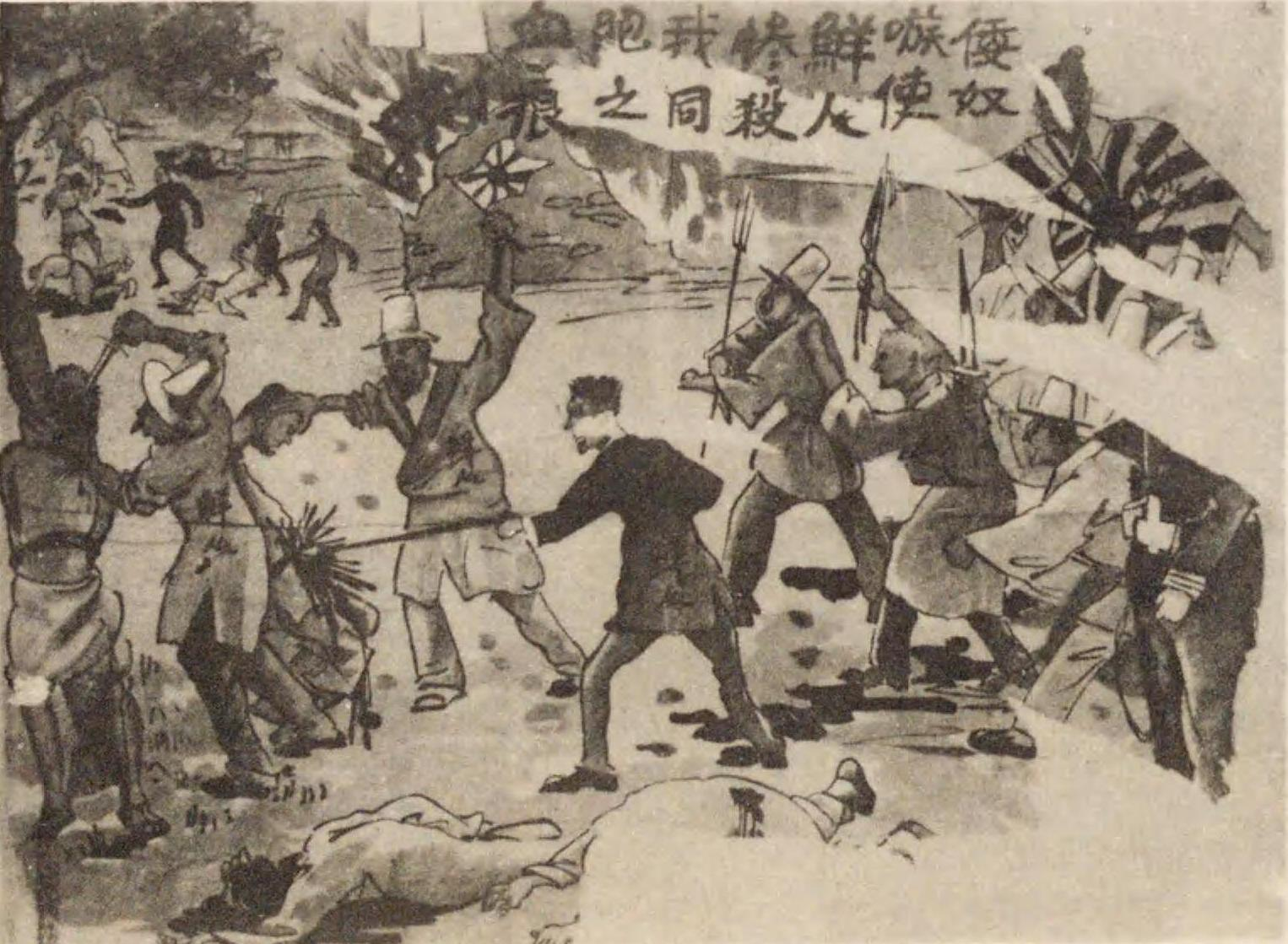
Cartaz antijaponês chinês publicado após represálias de coreanos

Devido a uma licença de construção de hidrovia, na pequena cidade de Wanpaoshan, na Manchúria, perto de Changchun, eclodiram "confrontos violentos" entre os imigrantes locais chineses e coreanos em 2 de julho de 1931. O Chosun Ilbo, um importante jornal coreano, relatou erroneamente que muitos coreanos haviam morrido nos confrontos, desencadeando um movimento de exclusão chinês em áreas urbanas da Península Coreana. O pior dos tumultos ocorreu em Pyongyang, em 5 de julho. Aproximadamente 127 chineses foram mortos, 393 feridos e um número considerável de propriedades foram destruídas por residentes coreanos. A República da China alegou ainda que as autoridades japonesas na Coreia não tomaram medidas adequadas para proteger as vidas e propriedades dos residentes chineses e culpou as autoridades por permitirem a publicação de relatos inflamados. Como resultado deste motim, o Ministro das Relações Exteriores Kijūrō Shidehara, que insistia na harmonia japonesa, chinesa e coreana, perdeu seu cargo.

### Ordem de mudança de nomes
Em 1911, a proclamação "Assunto relativo à mudança de nomes coreanos" (朝鮮人ノ姓名改称ニ関スル件) foi emitido, proibindo os coreanos étnicos de adotarem nomes japoneses e revertendo retroativamente os nomes dos coreanos que já haviam se registrado sob nomes japoneses de volta aos coreanos originais. Em 1939, contudo, esta posição foi invertida e o foco do Japão mudou para a assimilação cultural do povo coreano; Os Decretos Imperial 19 e 20 sobre Assuntos Civis Coreanos (Sōshi-kaimei) entraram em vigor, por meio dos quais os coreanos étnicos foram forçados a renunciar ao uso tradicional do sistema de nomes de família coreano baseado em clãs, em favor de um novo sobrenome a ser usado no registro familiar. O sobrenome pode ser de sua escolha, incluindo o nome do clã nativo, mas na prática muitos coreanos receberam um sobrenome japonês. Há controvérsia sobre se a adoção de um sobrenome japonês era efetivamente obrigatória ou não, ou apenas fortemente encorajada.
| Mês       | Famílias  | %      |
| --------- | --------- | ------ |
| Fevereiro | 15 746    | 0,4％  |
| Março     | 61 579    | 1,5%   |
| Abril     | 157 074   | 3,9%   |
| Maio      | 500 840   | 12,5％ |
| Junho     | 1 081 564 | 27,0％ |
| Julho     | 2 153 393 | 53,7％ |
| Agosto    | 3 220 693 | 80,3％ |

## Segunda Guerra Mundial

### Lei de Mobilização Nacional

#### Deportação de trabalho forçado

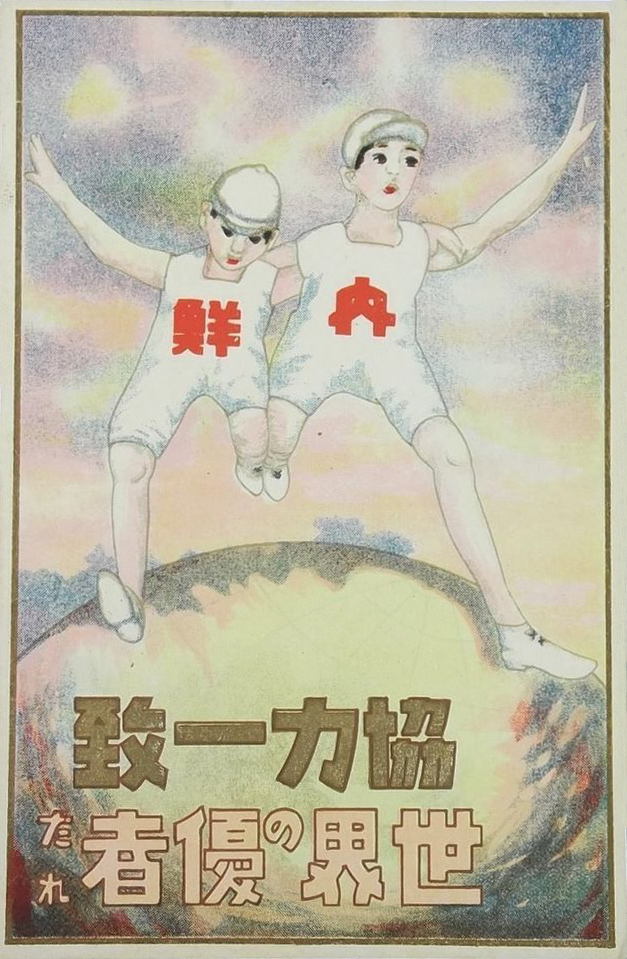
Unidade Cooperativa Japão-Coreia, Líder Mundial. – A noção de unidade racial e imperial da Coreia e do Japão ganhou seguidores generalizados entre a minoria alfabetizada das classes média e alta.

A combinação de imigrantes e trabalhadores forçados durante a Segunda Guerra Mundial elevou o total para mais de 2 milhões de coreanos no Japão no final da guerra, de acordo com estimativas do Comandante Supremo das Potências Aliadas. Em 1946, cerca de 1 340 000 coreanos étnicos foram repatriados para a Coreia, com 650 000 optando por permanecer no Japão, onde agora formam a comunidade coreana Zainichi. Uma pesquisa de 1982 realizada pela Associação da Juventude Coreana mostrou que os trabalhadores recrutados representam 13% da primeira geração de coreanos Zainichi.

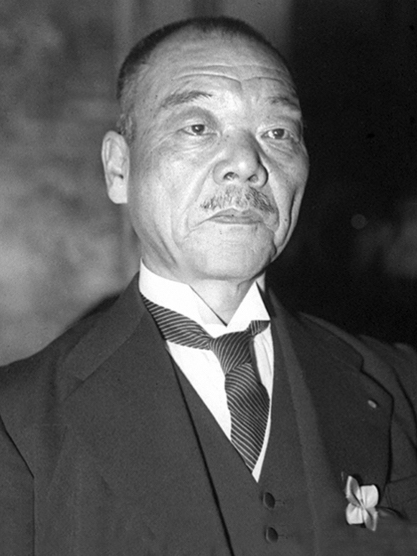
Kuniaki Koiso, governador-geral da Coreia de 1942 a 1944, implementou um recrutamento de coreanos para trabalho em tempo de guerra.

A partir de 1939, a escassez de mão-de-obra resultante do recrutamento de homens japoneses para os esforços militares da Segunda Guerra Mundial levou ao recrutamento oficial organizado de coreanos para trabalhar no Japão continental, inicialmente através de agentes civis, e mais tarde directamente, muitas vezes envolvendo elementos de coerção. À medida que a escassez de mão-de-obra aumentava, em 1942, as autoridades japonesas alargaram as disposições da Lei de Mobilização Nacional para incluir o recrutamento de trabalhadores coreanos para fábricas e minas na Península Coreana, Manchukuo, e a realocação involuntária de trabalhadores para o próprio Japão, conforme necessário.
Dos 5 400 000 coreanos recrutados, cerca de 670 000 foram levados para o Japão continental (incluindo a Prefeitura de Karafuto, atual Sacalina, hoje parte da Rússia) para trabalho civil. Aqueles que foram trazidos para o Japão foram muitas vezes forçados a trabalhar em condições terríveis e perigosas. Aparentemente, os coreanos eram mais bem tratados do que os trabalhadores de outros países, mas mesmo assim as suas horas de trabalho, alimentação e cuidados médicos eram tais que um grande número de pessoas morria. Isto fica claro pelos 60 000 trabalhadores coreanos que morreram no Japão, dos quase 670 000 que foram trazidos para lá nos anos de 1939 a 1945. O número total de mortes de trabalhadores forçados coreanos na Coreia e na Manchúria é estimado entre 270 000 e 810 000. Os 43 000 coreanos étnicos em Karafuto, que haviam sido ocupados pela União Soviética pouco antes da rendição do Japão, tiveram sua repatriação recusada para o Japão continental ou para a Península Coreana, e ficaram assim presos em Sakhalin, apátridas; eles se tornaram os ancestrais dos coreanos de Sacalina. Trabalhadores coreanos também foram encontrados até o Atol de Tarawa, onde durante a Batalha de Tarawa apenas 129 dos 1 200 trabalhadores sobreviveram. Os trabalhadores coreanos também trabalharam na própria Coreia, nomeadamente em Jeju, onde nas fases posteriores da Guerra do Pacífico, os trabalhadores coreanos expandiram os campos de aviação e construíram instalações no campo de aviação Alddreu, a fim de bloquear uma invasão dos EUA no continente japonês e, em 1945, os trabalhadores na montanha Songak (onde várias pistas de pouso foram localizadas) receberam ordens de suavizar a encosta para evitar que os veículos americanos passassem.
A maioria das vítimas coreanas da bomba atómica no Japão foram convocadas para trabalhar em fábricas industriais militares em Hiroshima e Nagasaki. Em nome da assistência humanitária, o Japão pagou à Coreia do Sul quatro mil milhões de ienes (aproximadamente trinta e cinco milhões de dólares) e construiu um centro de bem-estar para aqueles que sofrem os efeitos da bomba atômica.

#### Serviço coreano nas forças armadas japonesas
| Ano  | Candidatos | Candidatos que aceitaram | Aceitação [%] |
| ---- | ---------- | ------------------------ | ------------- |
| 1938 | 2 946      | 406                      | 13,8          |
| 1939 | 12 348     | 613                      | 5,0           |
| 1940 | 84 443     | 3 060                    | 3.6           |
| 1941 | 144 743    | 3 208                    | 2.2           |
| 1942 | 254 273    | 4 077                    | 1.6           |
| 1943 | 303 294    | 6 300                    | 2.1           |

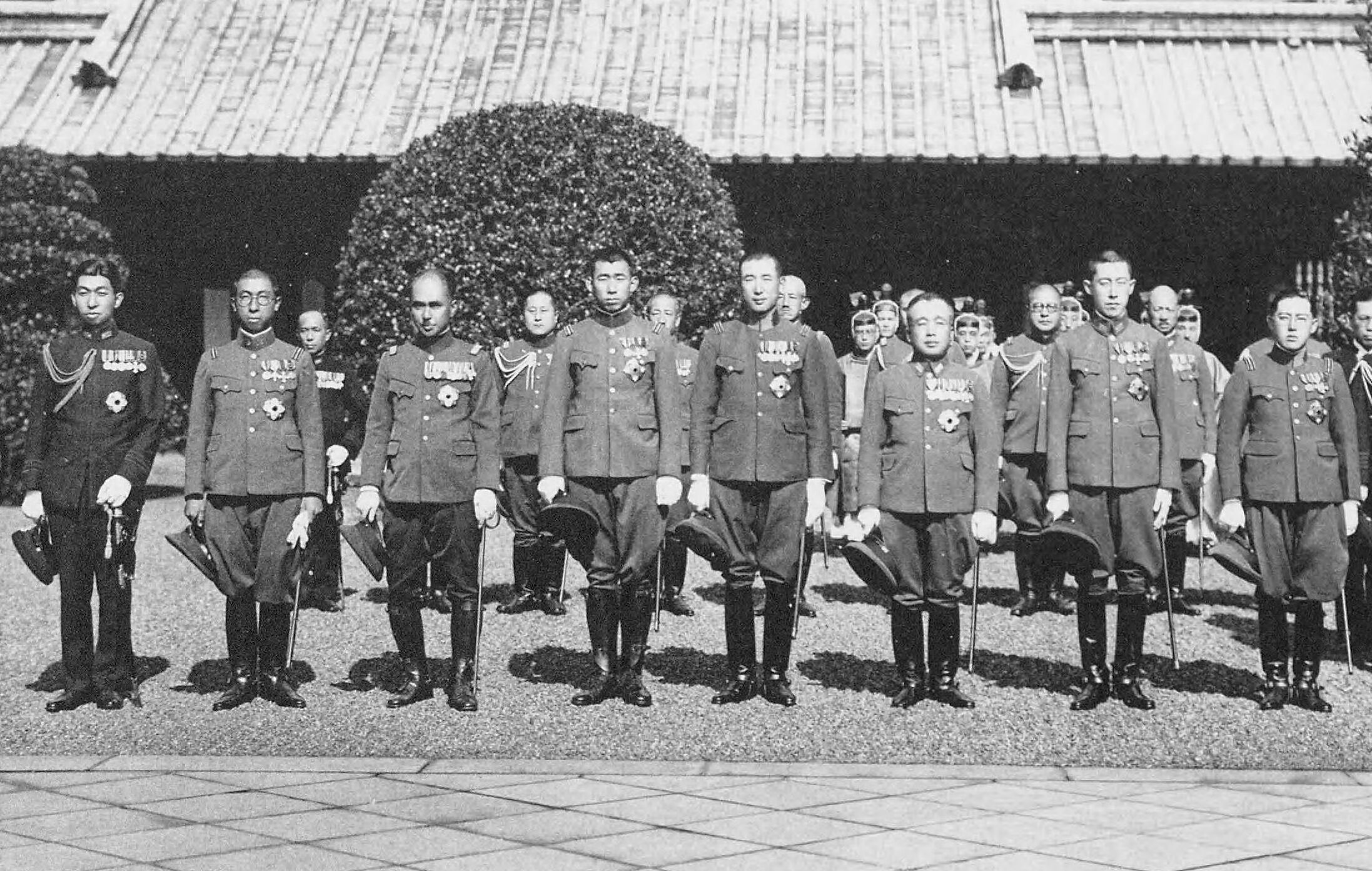
Realeza coreana da Casa de Yi (primeira fila, da direita para a esquerda): Yi Wu, Yi Geon e Yi Un como oficiais do Exército Imperial Japonês, juntamente com membros da família imperial japonesa no Santuário Yasukuni, 1938

O Japão não convocou coreanos étnicos para o seu exército até 1944, quando a maré da Segunda Guerra Mundial se voltou contra ele. Até 1944, o alistamento no Exército Imperial Japonês por coreanos étnicos era voluntário e altamente competitivo. De uma taxa de aceitação de 14% em 1938, caiu para uma taxa de aceitação de 2% em 1943, enquanto o número bruto de candidatos aumentou de 3 000 por ano para 300 000 em apenas cinco anos durante a Segunda Guerra Mundial.
Embora as estatísticas pareçam indicar que os coreanos ingressaram voluntariamente nas forças armadas japonesas, esses números foram artificialmente inflacionados pelo uso da força. As autoridades japonesas pressionaram os camponeses analfabetos a assinar requerimentos e a aumentar deliberadamente as estatísticas. Isto também é conhecido no Japão continental, e de acordo com uma pesquisa de 1941, mais da metade dos pedidos foram forçados. Os restantes candidatos candidataram-se voluntariamente por uma série de razões, em grande parte económicas, enquanto um pequeno número era apoiantes genuínos do Japão.
| Idade | Candidatos | Compulsão | Etc.   | Total   |
| ----- | ---------- | --------- | ------ | ------- |
| 17    | 5 673      | 9 355     | 1 915  | 16 943  |
| 18    | 6 943      | 11 089    | 2 012  | 20 044  |
| 19    | 7 771      | 12 117    | 2 318  | 22 206  |
| 20    | 7 591      | 11 844    | 2 125  | 21 560  |
| 21    | 6 486      | 10 704    | 1 742  | 18 932  |
| 22    | 5 357      | 8 722     | 1 610  | 15 689  |
| 23    | 3 965      | 6 682     | 1 132  | 11 779  |
| 24    | 2 694      | 4 347     | 1 146  | 8 187   |
| 25+   | 3 704      | 4 812     | 1 190  | 9 706   |
| Total | 50 184     | 79 672    | 15 190 | 145 046 |
| %     | 34,6%      | 55,0%     | 10,4%  | 100%    |

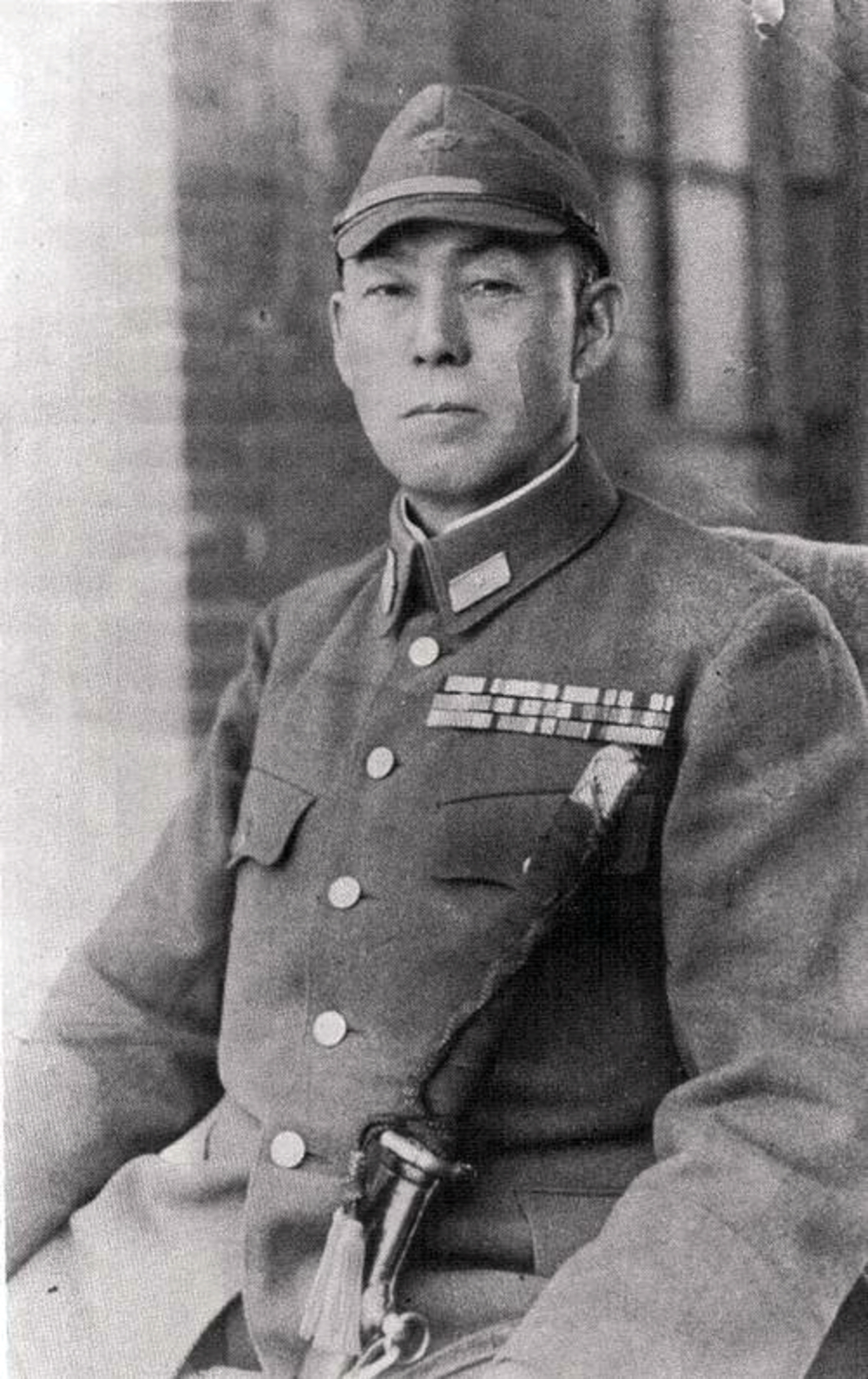
Tenente General Hong Sa-ik (Kō Shiyoku), o oficial étnico coreano de mais alta patente a ser julgado por crimes de guerra relacionados à conduta do Império do Japão

A Coreia produziu sete generais e numerosos oficiais de campo (coronéis, tenentes-coronéis e majores) durante 35 anos de governação colonial pelo Japão, apesar da discriminação institucionalizada. O general mais conhecido foi o tenente-general e príncipe herdeiro Yi Un, que comandou as forças japonesas na China e mais tarde tornou-se membro do Conselho Supremo de Guerra. Os outros seis eram graduados da Academia do Exército Imperial Japonês. Eles eram: Tenente General Jo Seonggeun; Major-General Wang Yushik; Tenente General Visconde Yi Beyongmu; Major-General Yi Heedu; Major General Kim Eungseon (também assessor militar e guarda pessoal do Príncipe Yi Un); e o tenente-general Hong Sa-ik, que foi executado por crimes de guerra cometidos enquanto comandava os campos de prisioneiros no sul das Filipinas em 1944–1945.

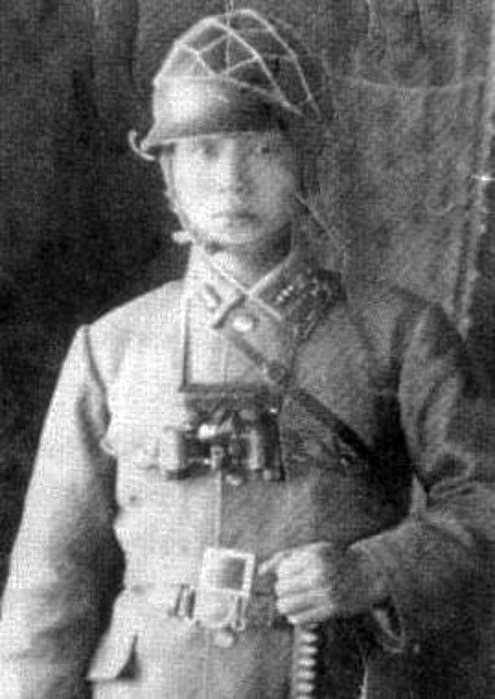
Park Chung Hee, futuro líder da Coreia do Sul, como soldado do Exército Imperial de Manchukuo

Outros oficiais coreanos que serviram no Japão seguiram carreiras de sucesso na Coreia do Sul pós-colonial. Exemplos incluem Park Chung-hee, que se tornou presidente da Coreia do Sul; Chung Il-kwon, primeiro-ministro de 1964 a 1970; Paik Sun-yup, o general mais jovem da Coreia do Sul, famoso por seu comando da 1ª Divisão de Infantaria durante a defesa do Perímetro Pusan, e Kim Suk-won, um coronel do Exército Imperial Japonês que posteriormente se tornou general do Exército Sul-Coreano. exército. Os primeiros dez Chefes do Estado-Maior do Exército da Coreia do Sul se formaram na Academia do Exército Imperial Japonês e nenhum no Exército de Libertação da Coreia.
Os cadetes oficiais ingressavam no Exército Japonês desde antes da anexação, frequentando a Academia do Exército Imperial Japonês. O recrutamento de soldados alistados começou já em 1938, quando o Exército Japonês Kwantung na Manchúria começou a aceitar voluntários coreanos pró-japoneses no exército de Manchukuo e formou a Força Especial Gando. Os coreanos desta unidade especializaram-se em operações de contra-insurgência contra guerrilheiros comunistas na região de Jiandao. O tamanho da unidade cresceu consideravelmente a uma taxa anual de 700 homens, e incluiu coreanos notáveis como o general Paik Sun-yup, que serviu na Guerra da Coreia. O historiador Philip Jowett observou que durante a ocupação japonesa da Manchúria, a Força Especial Gando "ganhou uma reputação de brutalidade e foi relatado que devastou grandes áreas que ficaram sob seu domínio".
A partir de 1944, o Japão iniciou o recrutamento de coreanos para as forças armadas. Todos os homens coreanos foram convocados para ingressar no Exército Imperial Japonês, a partir de abril de 1944, ou para trabalhar no setor industrial militar, a partir de setembro de 1944. Antes de 1944, 18 mil coreanos passaram no exame para admissão no exército. Os coreanos forneceram trabalhadores para minas e canteiros de obras em todo o Japão. O número de coreanos recrutados atingiu o seu pico em 1944, em preparação para a guerra. A partir de 1944, cerca de 200 000 homens coreanos foram admitidos no exército.
Durante a Segunda Guerra Mundial, os soldados americanos frequentemente encontravam soldados coreanos nas fileiras do Exército Imperial Japonês. Mais notavelmente foi na Batalha de Tarawa, que foi considerada naquela época uma das batalhas mais sangrentas da história militar dos EUA. Um quinto da guarnição japonesa durante esta batalha consistia de trabalhadores coreanos, onde na última noite da batalha um total de 300 soldados japoneses e trabalhadores coreanos fizeram um último ataque. Tal como os seus homólogos japoneses, muitos deles foram mortos.
Os japoneses, porém, nem sempre acreditaram que poderiam contar com os trabalhadores coreanos para lutar ao seu lado. Em Prisioneiros dos Japoneses, o autor Gaven Daws escreveu: "Tinian havia cinco mil trabalhadores coreanos e para não ter hostis nas costas quando os americanos invadiram, os japoneses os mataram."
Após a guerra, 148 coreanos foram condenados por crimes de guerra japoneses de Classe B e C, 23 dos quais foram condenados à morte (em comparação com 920 japoneses que foram condenados à morte), incluindo guardas prisionais coreanos que eram particularmente notórios pela sua brutalidade durante a guerra. O número é relativamente elevado, considerando que os coreanos étnicos representavam uma pequena percentagem dos militares japoneses. O juiz Bert Röling, que representou os Países Baixos no Tribunal Militar Internacional para o Extremo Oriente, observou que "muitos dos comandantes e guardas nos campos de prisioneiros de guerra eram coreanos - os japoneses aparentemente não confiavam neles como soldados - e diz-se que eram às vezes muito mais cruel que os japoneses." Em suas memórias, o Coronel Eugene C. Jacobs escreveu que durante a Marcha da Morte de Bataan, "os guardas coreanos foram os mais abusivos. Os japoneses não confiavam neles na batalha, então os usaram como tropas de serviço; os coreanos estavam ansiosos para sujar as baionetas de sangue; e então pensaram que eram veteranos".
Guardas coreanos foram enviados para as remotas selvas da Birmânia, onde o tenente-coronel William A. (Bill) Henderson escreveu, com base em sua própria experiência, que alguns dos guardas que supervisionavam a construção da Ferrovia da Birmânia "eram idiotas e às vezes quase bestiais em seus tratamento dispensado aos prisioneiros. Isso se aplicava especialmente aos soldados particulares coreanos, recrutados apenas para funções de guarda e sentinela em muitas partes do império japonês. Lamentavelmente, eles foram nomeados como guardas dos prisioneiros nos campos da Birmânia e do Sião. O coreano de mais alta patente a ser processado após a guerra foi o tenente-general Hong Sa-ik, que comandava todos os campos de prisioneiros de guerra japoneses nas Filipinas.

### Mulheres de conforto

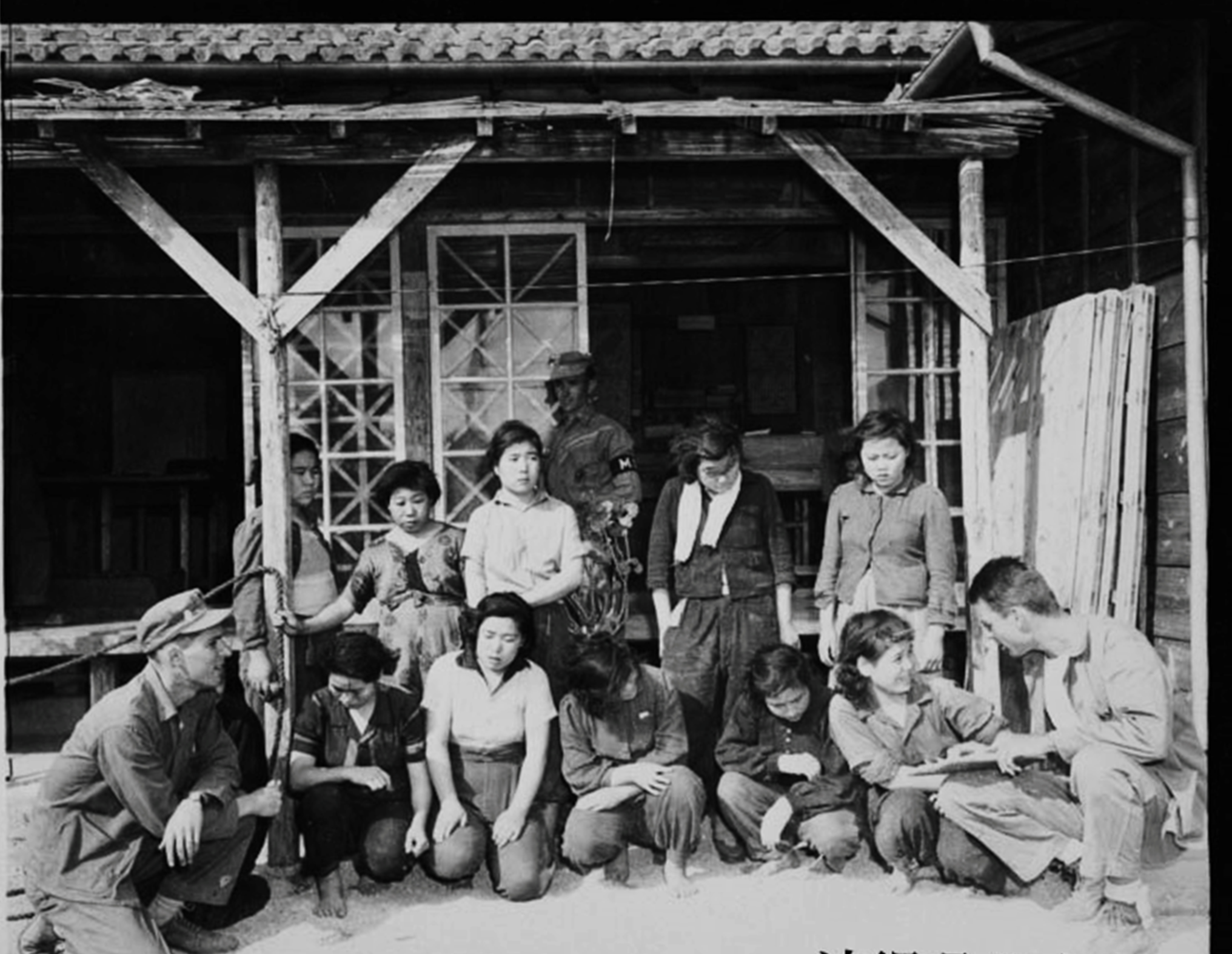
Mulheres coreanas de conforto em Okinawa sendo entrevistadas por fuzileiros navais dos EUA após a libertação

Durante a Segunda Guerra Mundial, muitas meninas e mulheres de etnia coreana (a maioria com idades entre 12 e 17 anos) foram forçadas pelos militares japoneses a se tornarem escravas sexuais sob o pretexto de serem contratadas para empregos, como costureiras ou operárias de fábrica, e foram forçadas a fornecer serviço sexual para soldados japoneses por agências ou suas famílias contra a sua vontade. Essas mulheres eram eufemisticamente chamadas de “mulheres de conforto”.
De acordo com um relatório de interrogatório do Exército dos EUA em 1944, as mulheres de conforto gozavam de boa saúde física. Eles podiam fazer exames periódicos uma vez por semana e receber tratamento em caso de propagação de doenças aos soldados japoneses, mas não para sua própria saúde. No entanto, um relatório das Nações Unidas de 1996 detalhou que "um grande número de mulheres foram forçadas a submeter-se à prostituição prolongada em condições que eram frequentemente indescritivelmente traumáticas". Os documentos que sobreviveram à guerra revelaram "sem dúvida até que ponto as forças japonesas assumiram a responsabilidade direta pelas estações de conforto" e que as práticas publicadas estavam "em forte contraste com a brutalidade e crueldade da prática". Chizuko Ueno, da Universidade de Quioto, adverte contra a alegação de que as mulheres não foram forçadas, pois o fato de que "não existem fontes positivas que apoiem as alegações de que as mulheres de conforto eram trabalhos forçados" deve ser tratado com dúvida, pois "é bem sabido que o grande a maioria dos documentos oficiais potencialmente prejudiciais foram destruídos em antecipação à ocupação Aliada".
O Fundo para Mulheres Asiáticas afirmou que durante a Segunda Guerra Mundial, o Exército Imperial Japonês recrutou entre dezenas de milhares e centenas de milhares de mulheres de territórios ocupados para serem usadas como escravas sexuais. Yoshimi Yoshiaki afirmou que possivelmente centenas de milhares de meninas e mulheres, principalmente da China e da Península Coreana, mas também de países do Sudeste Asiático ocupados pelo Exército Imperial Japonês, bem como da Austrália e da Holanda, foram forçadas a servir como mulheres de conforto. De acordo com testemunhos, jovens mulheres foram raptadas das suas casas em países sob domínio imperial japonês. Em muitos casos, as mulheres foram atraídas com promessas de trabalho em fábricas ou restaurantes. Em alguns casos, a propaganda defendia a equidade e o patrocínio das mulheres no ensino superior. Outras tentações foram a propaganda enganosa de empregos de enfermagem em postos avançados ou bases militares japonesas; uma vez recrutados, eram encarcerados em estações de conforto, tanto dentro dos seus países como no estrangeiro.
Do início dos anos noventa em diante, as ex-mulheres de conforto coreanas continuaram a protestar contra o governo japonês pelo aparente negacionismo histórico dos crimes cometidos pelo Exército Imperial Japonês, e procuraram compensação pelos seus sofrimentos durante a guerra. Também tem havido apoio internacional para compensação, como da União Europeia, dos Países Baixos, do Canadá e das Filipinas. Os Estados Unidos aprovaram a Resolução 121 da Câmara dos Representantes em 30 de julho de 2007, pedindo ao governo japonês que corrigisse a situação e incorporasse as mulheres de conforto no currículo escolar. Hirofumi Hayashi, da Universidade de Manchester, argumenta que a resolução ajudou a contrariar os "argumentos dos ultradireitistas que inundam os principais meios de comunicação" e alertou contra a racionalização do sistema de mulheres de conforto.

### Religião e ideologia
Os esforços missionários cristãos protestantes na Ásia tiveram bastante sucesso na Coreia. Os presbiterianos e metodistas americanos chegaram na década de 1880 e foram bem recebidos. Eles serviram como missionários médicos e educacionais, estabelecendo escolas e hospitais em diversas cidades. Nos anos em que a Coreia estava sob controle japonês, alguns coreanos adotaram o cristianismo como expressão do nacionalismo em oposição aos esforços do Japão para promover a língua japonesa e a religião xintoísta. Em 1914, dos 16 milhões de coreanos, havia 86 mil protestantes e 79 mil católicos. Em 1934, os números eram 168 000 e 147 000, respectivamente. Os missionários presbiterianos foram especialmente bem-sucedidos. A harmonização com as práticas tradicionais tornou-se um problema. Os protestantes desenvolveram um substituto para os ritos ancestrais confucionistas, fundindo rituais funerários e de morte baseados em Confucionismo e cristãos.

## Movimento de independência coreano

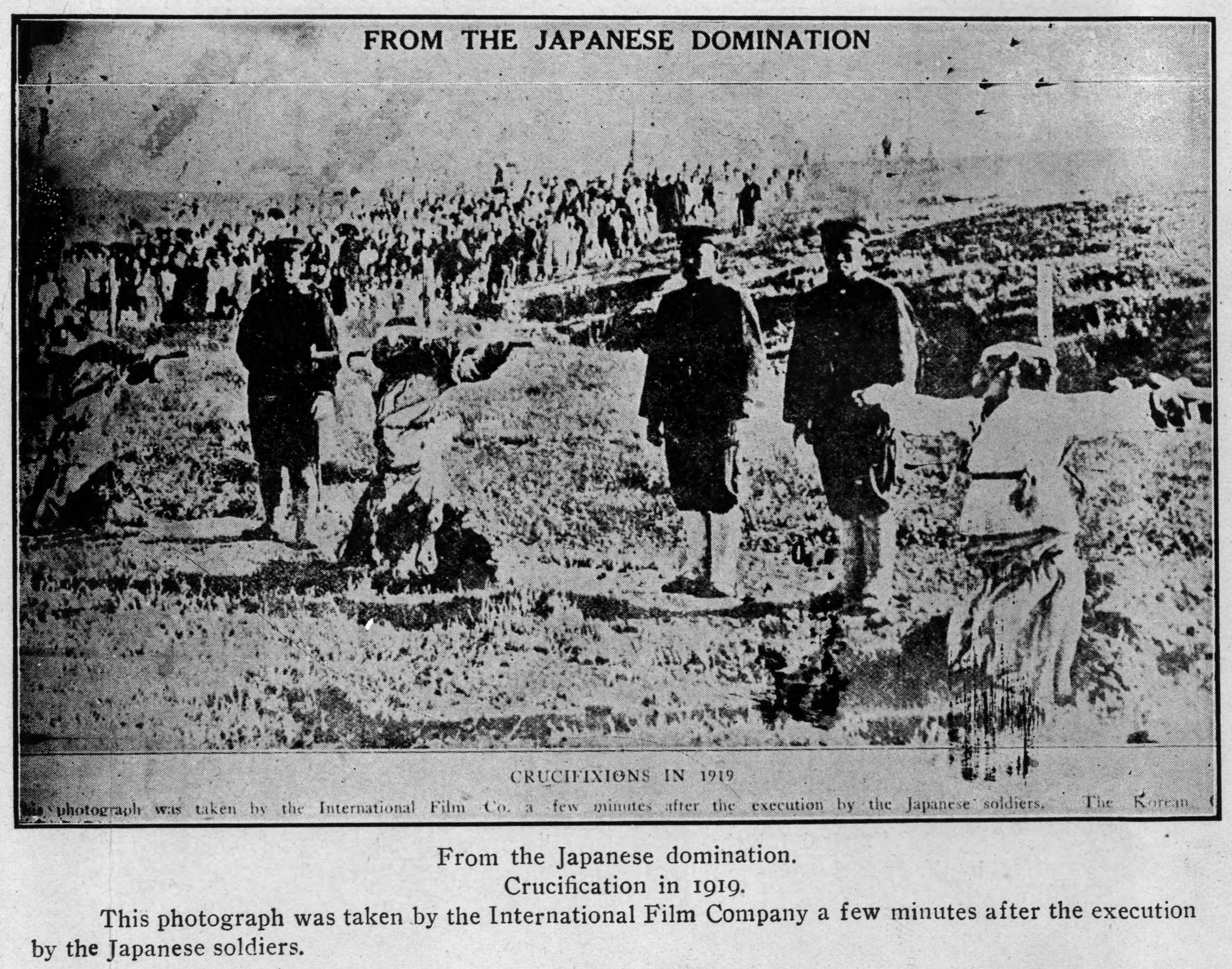
Os cristãos coreanos foram crucificados após os protestos (1919).

Após a morte do Imperador Gojong, comícios antijaponeses ocorreram em todo o país, principalmente o Movimento 1º de Março de 1919. Uma declaração de independência foi lida em Seul. Estima-se que 2 milhões de pessoas participaram desses comícios. Os japoneses reprimiram violentamente os protestos: segundo os registos coreanos, ao longo de um ano de manifestações, 46 948 foram presos, 7 509 mortos e 15 961 feridos. Segundo dados japoneses, 8 437 foram presos, 553 mortos e 1 409 feridos.
Após a supressão do levante, alguns aspectos do domínio japonês considerados mais questionáveis para os coreanos foram removidos. A polícia militar foi substituída por uma força civil e a liberdade de imprensa foi permitida até certo ponto. Dois dos três principais jornais diários coreanos, o Tōa Nippō e o Chōsen Nippō, foram criados em 1920.

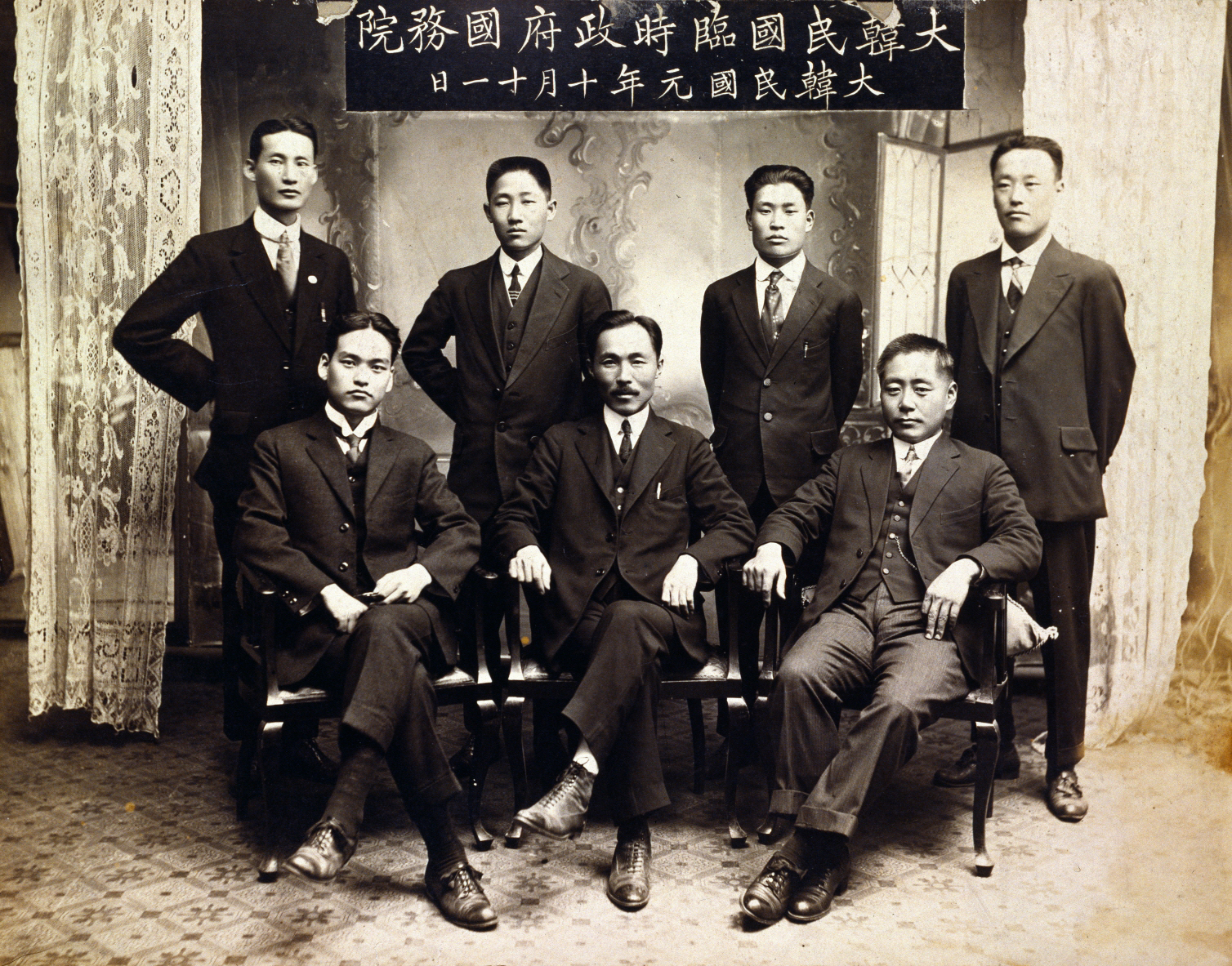
Foto em memória do estabelecimento do Governo Provisório da República da Coreia, 1919

A objeção ao domínio japonês sobre a Coreia continuou, e o Movimento de 1º de março foi um catalisador para o estabelecimento do Governo Provisório da República da Coreia por emigrados coreanos em Xangai, em 13 de abril de 1919. O moderno governo sul-coreano considera este Governo Provisório da República da Coreia a representação de jure do povo coreano durante todo o período do domínio japonês.
O domínio colonial japonês da Coreia após a anexação foi em grande parte incontestado militarmente pelo exército coreano menor, mal armado e mal treinado. Muitos rebeldes, ex-soldados e outros voluntários deixaram a Península Coreana e foram para a Manchúria e Primorsky Krai, na Rússia. Os coreanos na Manchúria formaram grupos de resistência e guerrilheiros conhecidos como Dongnipgun (Exército da Independência), que viajaram através da fronteira entre a Coreia e a China, usando táticas de guerrilha contra as forças japonesas. A invasão japonesa da Manchúria em 1932 e a subsequente Pacificação de Manchukuo privaram muitos destes grupos das suas bases de operação e abastecimento. Muitos foram forçados a fugir para a China ou a juntar-se às forças apoiadas pelo Exército Vermelho no leste da Rússia. Um dos grupos guerrilheiros foi liderado pelo futuro líder da Coreia do Norte comunista, Kim Il-sung, na Manchúria controlada pelos japoneses. O tempo de Kim Il-Sung como líder guerrilheiro foi determinante para a sua ideologia política quando ele chegou ao poder.

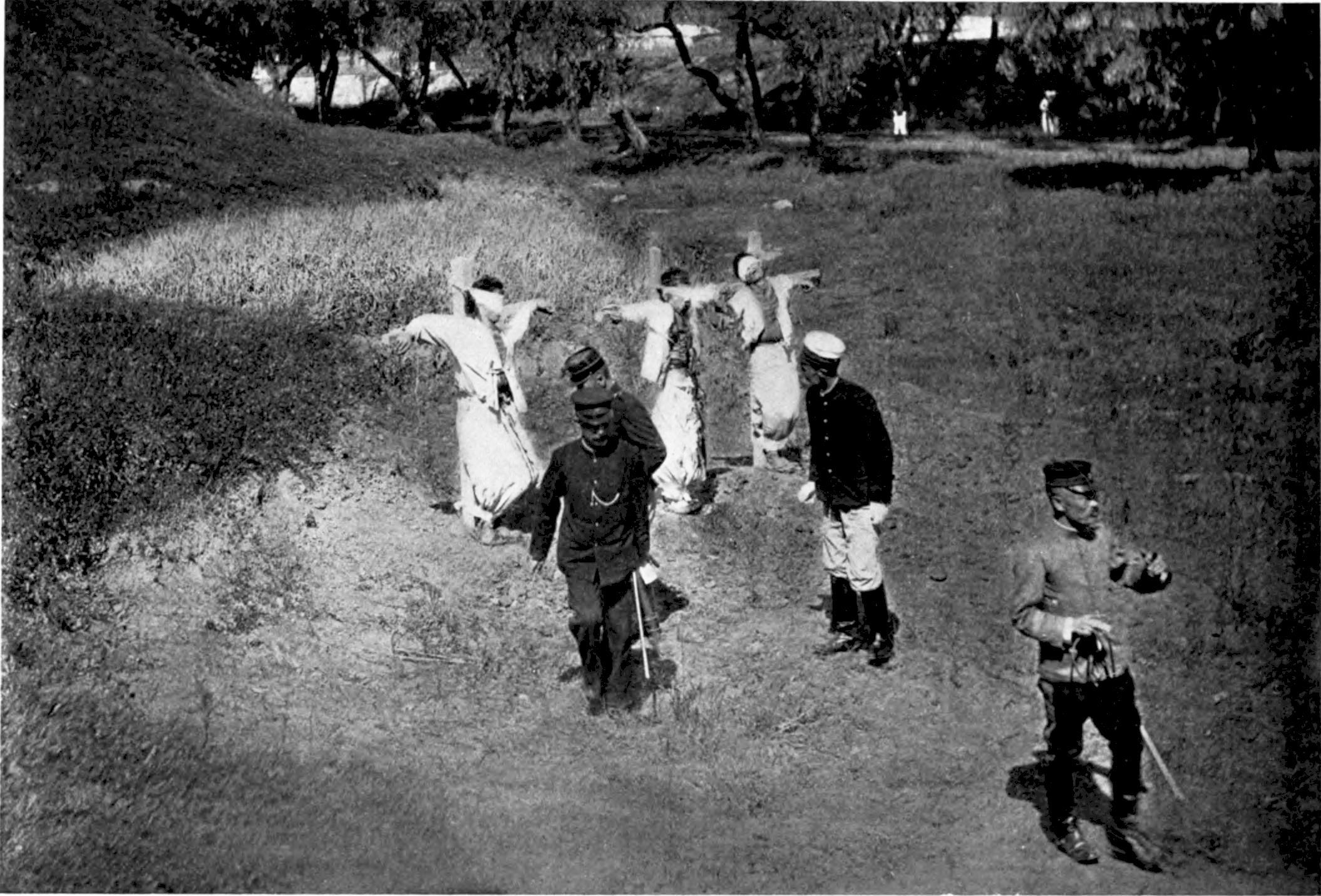
Três coreanos baleados por puxarem trilhos em protesto contra a tomada de terras sem pagamento pelos japoneses

Dentro da própria Coreia, os comícios antijaponeses continuaram ocasionalmente. Mais notavelmente, o Movimento Antijaponês de Estudantes Kōshū, em 3 de novembro de 1929, levou ao fortalecimento do regime militar japonês em 1931, após o qual a liberdade de imprensa e de expressão foram restringidas. Muitas testemunhas, incluindo padres católicos, relataram que as autoridades japonesas lidaram severamente com a insurgência. Quando os aldeões foram suspeitos de esconder rebeldes, diz-se que populações inteiras da aldeia foram arrebanhadas em edifícios públicos (especialmente igrejas) e massacradas quando os edifícios foram incendiados. Na aldeia de Teigan, distrito de Suigen, província de Keiki (atual Jeam-ri, Hwaseong, província de Gyeongggi), por exemplo, um grupo de 29 pessoas estava reunido dentro de uma igreja que foi então incendiada. Tais acontecimentos aprofundaram a hostilidade de muitos civis coreanos para com o governo japonês.
Em 10 de dezembro de 1941, o Governo Provisório da República da Coreia, sob a presidência de Kim Gu, declarou guerra ao Japão e à Alemanha. Kim Gu organizou muitos dos grupos de resistência coreanos exilados, formando o "Exército de Libertação Coreano". Por outro lado, Kim Il-sung liderou dezenas de milhares de coreanos que se voluntariaram para o Exército Nacional Revolucionário e o Exército de Libertação Popular. O Exército Voluntário Coreano apoiado pelos comunistas (KVA, 조선의용군, 朝鮮義勇軍) foi estabelecido em Yan'an, China, fora do controle do Governo Provisório, a partir de um núcleo de 1 000 desertores do Exército Imperial Japonês. Após a Operação Ofensiva Estratégica da Manchúria, o KVA entrou na Manchúria, onde recrutou membros da população étnica coreana e eventualmente se tornou o Exército Popular Coreano da República Popular Democrática da Coreia.

## Independência e divisão da Coreia
Após o lançamento das bombas atômicas sobre Hiroshima e Nagasaki, a invasão soviética da Manchúria e a iminente invasão da Península Coreana pelas forças dos EUA e da União Soviética, o Japão rendeu-se às forças aliadas em 15 de agosto de 1945, encerrando 35 anos de domínio colonial japonês, embora as tropas japonesas permaneceram na Coreia do Sul por mais algumas semanas até a retirada total em meados de setembro.
As forças americanas comandadas pelo general John R. Hodge chegaram à parte sul da Península Coreana em 8 de setembro de 1945, enquanto o Exército Soviético e alguns comunistas coreanos se posicionaram na parte norte da Península Coreana. O coronel americano Dean Rusk propôs a Chischakov, o administrador militar soviético do norte da Coreia, que a Coreia deveria ser dividida no paralelo 38. Esta proposta foi feita numa reunião de emergência para determinar as esferas de influência do pós-guerra, o que levou à divisão da Coreia.
Após a libertação da Coreia do domínio japonês, a "Ordem de Restauração de Nome" foi emitida em 23 de outubro de 1946 pelo Governo Militar do Exército dos Estados Unidos na Coreia ao sul do paralelo 38, permitindo aos coreanos restaurar seus nomes se desejassem. Muitos coreanos no Japãooptaram por manter os seus nomes japoneses, quer para evitar a discriminação, que mais tarde, para cumprir os requisitos de naturalização como cidadãos japoneses.

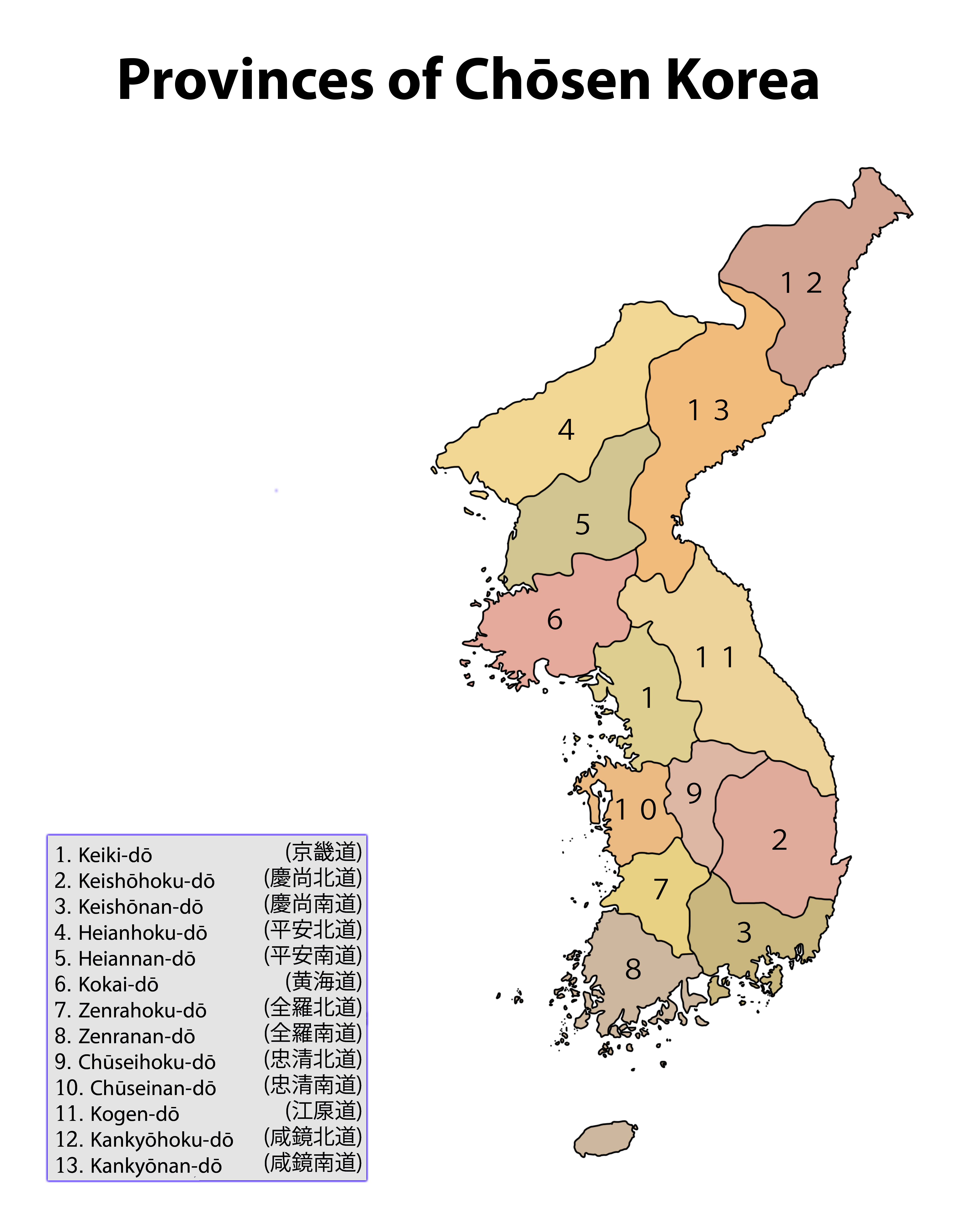
Províncias da Coreia durante o domínio japonês

## Divisões administrativas
Havia 13 províncias na Coreia durante o domínio japonês: Keiki-dō, Kōgen-dō, Chūseihoku-dō, Chūseinan-dō, Zenrahoku-dō, Zenranan-dō, Keishōhoku-dō, Keishōnan-dō, Heian'nan-dō, Heianhoku- dō, Kōkai-dō, Kankyōnan-dō e Kankyōhoku-dō. A capital administrativa Keijō ficava em Keiki-dō.

## Economia

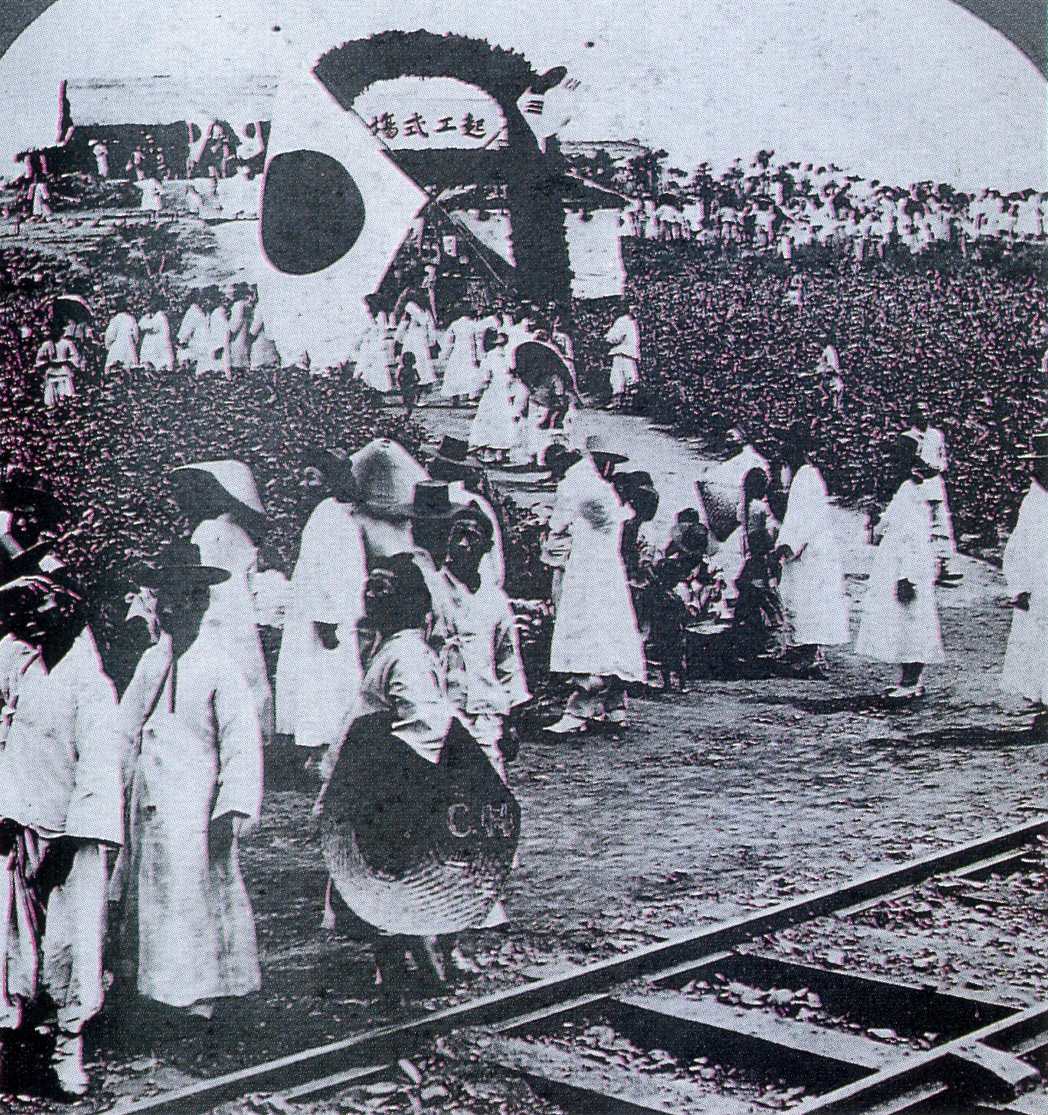
Cerimônia de inauguração da ferrovia Keijō – Fuzan

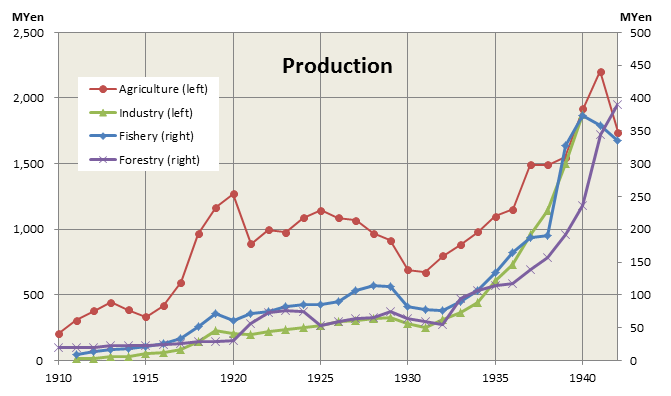
Produção na Coreia sob domínio japonês

Industrialização da Coreia sob domínio japonês

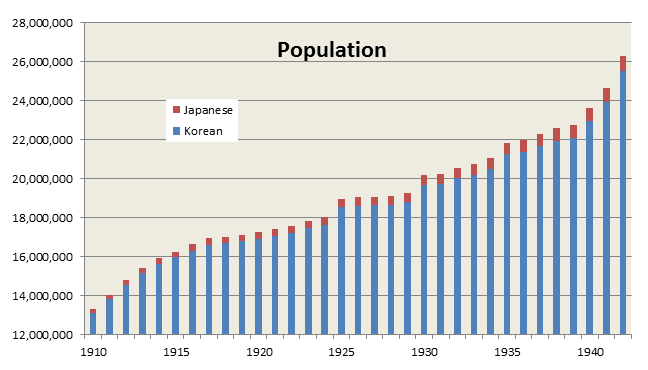
População da Coreia sob domínio japonês

Quilômetros de ferrovia na Coreia sob domínio japonês

Assinantes de telefone na Coreia sob domínio japonês

A produção econômica em termos de agricultura, pesca, silvicultura e indústria aumentou dez vezes entre 1910 e 1945, conforme ilustrado no gráfico à direita. Atul Kohli, de Princeton, concluiu que o modelo de desenvolvimento económico instituído pelos japoneses desempenhou um papel crucial no desenvolvimento econômico coreano, um modelo que foi mantido pelos coreanos na era pós-Segunda Guerra Mundial.
Randall S. Jones escreveu que "pode-se dizer que o desenvolvimento econômico durante o período colonial lançou as bases para o crescimento futuro em vários aspectos".
Um estudo de 2017 descobriu que a remoção gradual das barreiras comerciais (quase totalmente concluída em 1923) após a anexação da Coreia pelo Japão "aumentou as taxas de crescimento populacional mais nas regiões próximas à antiga fronteira entre o Japão e a Coreia do que nas outras regiões. Além disso, depois integração, as regiões próximas à Coreia que se especializaram na indústria de tecidos, cujos produtos eram os principais bens exportados do Japão para a Coreia, experimentaram um maior crescimento populacional do que outras regiões próximas à Coreia".
Houve alguns esforços de modernização no final do século XIX, antes da anexação. Seul tornou-se a primeira cidade no Leste Asiático a ter eletricidade, bondes, água, telefone e sistemas telegráficos, tudo ao mesmo tempo, mas a Coreia permaneceu uma economia agrícola em grande parte atrasada por volta do início do século XX. "A política colonial inicial do Japão era aumentar a produção agrícola na Coreia para satisfazer a crescente necessidade de arroz do Japão. O Japão também começou a construir indústrias de grande escala na Coreia na década de 1930, como parte do programa de autossuficiência económica e preparação para a guerra que abrange todo o império". Em termos de exportações, "a indústria japonesa como um todo ganhou pouco... e isto é certamente verdade para o sector industrial mais importante, os têxteis de algodão. Este comércio de exportação teve pouco impacto, positivo ou negativo, no bem-estar do consumidor japonês". Da mesma forma em termos de rentabilidade dos investidores japoneses: a Coreia colonial não teve impacto significativo.

De acordo com o estudioso Donald S. Macdonald, "durante séculos, a maioria dos coreanos viveu como agricultores de subsistência de arroz e outros grãos e satisfez a maior parte de suas necessidades básicas por meio de seu próprio trabalho ou por meio de escambo. As manufaturas da Coreia tradicional - principalmente tecidos, utensílios de cozinha e de alimentação, móveis, joias e papel – foram produzidos por artesãos em alguns centros populacionais".
Durante o período inicial do domínio japonês, o governo japonês tentou integrar completamente a economia coreana com o Japão e, assim, introduziu muitas instituições económicas e sociais modernas e investiu pesadamente em infraestruturas, incluindo escolas, ferrovias e serviços públicos. A maioria destas instalações físicas permaneceu na Coreia após a Libertação. O governo japonês desempenhou um papel ainda mais activo no desenvolvimento da Coreia do que no desenvolvimento da economia japonesa no final do século XIX. Muitos programas elaborados na Coreia nas décadas de 1920 e 1930 tiveram origem em políticas elaboradas no Japão durante o período Meiji (1868–1912). O governo japonês ajudou a mobilizar recursos para o desenvolvimento e proporcionou liderança empresarial a estas novas empresas. O crescimento económico colonial foi iniciado através de poderosos esforços governamentais para expandir a infraestrutura econômica, para aumentar o investimento no capital humano através da saúde e da educação e para aumentar a produtividade.
No entanto, sob o domínio japonês, muitos recursos coreanos foram utilizados apenas para o Japão. O economista Suh Sang-chul salienta que a natureza da industrialização durante o período foi a de um "enclave imposto", pelo que o impacto do colonialismo foi trivial. Outro estudioso, Song Byung-nak, afirma que a condição económica dos coreanos médios deteriorou-se durante o período, apesar do crescimento económico. Cha atribuiu principalmente esta deterioração aos choques económicos globais e às políticas de laissez-faire, bem como ao rápido crescimento populacional de Chosen; as tentativas do governo colonial para mitigar este problema foram inadequadas. A maioria dos coreanos na altura só tinha acesso ao ensino primário, sob restrição dos japoneses, o que impediu o crescimento de uma classe empreendedora indígena. Uma estatística de 1939 mostra que, entre o capital total registado pelas fábricas, cerca de 94 por cento pertencia a japoneses. Embora os coreanos possuíssem cerca de 61 por cento das pequenas empresas que tinham entre 5 e 49 empregados, cerca de 92 por cento das grandes empresas com mais de 200 empregados eram propriedade de japoneses.
Praticamente todas as indústrias pertenciam a empresas sediadas no Japão ou a empresas japonesas na Coreia. Em 1942, o capital indígena constituía apenas 1,5% do capital total investido nas indústrias coreanas. Aos empresários coreanos eram cobradas taxas de juro 25% mais elevadas do que aos seus homólogos japoneses, pelo que foi difícil o surgimento de grandes empresas coreanas. Cada vez mais terras agrícolas foram ocupadas pelos japoneses, e uma proporção crescente de agricultores coreanos tornaram-se meeiros ou migraram para o Japão ou para a Manchúria como trabalhadores. À medida que maiores quantidades de arroz coreano eram exportadas para o Japão, o consumo per capita de arroz entre os coreanos diminuía; entre 1932 e 1936, o consumo per capita de arroz caiu para metade do nível consumido entre 1912 e 1916. Embora o governo importasse grãos grosseiros da Manchúria para aumentar o abastecimento alimentar coreano, o consumo per capita de grãos alimentares em 1944 era 35 por cento inferior ao de 1912 a 1916.
Além disso, 70% dos trabalhadores agrícolas que constituíam a maior parte da população da Coreia na altura foram reduzidos a arrendatários de proprietários japoneses e coreanos que compraram terras a preços baixos e tiveram de pagar rendas elevadas de 50-70%. Como resultado, muitos coreanos partiram para a Manchúria e se estabeleceram, tornando-se a base dos coreanos na China.
O governo japonês criou um sistema de mercantilismo colonial, exigindo a construção de infraestruturas de transporte significativas na Península Coreana com a finalidade de extrair e explorar recursos como matérias-primas (madeira), alimentos (principalmente arroz e peixe), e recursos minerais (carvão e minério de ferro). Os japoneses desenvolveram instalações portuárias e um extenso sistema ferroviário que incluía uma ferrovia principal da cidade portuária de Pusan, no sul, passando pela capital Seul e ao norte até a fronteira chinesa. Esta infraestrutura destinava-se não só a facilitar uma economia mercantilista colonial, mas também era vista como uma necessidade estratégica para os militares japoneses controlarem a Coreia e movimentarem um grande número de tropas e materiais para a fronteira chinesa a curto prazo.
Do final da década de 1920 até a década de 1930, especialmente durante o mandato do governador-geral japonês, Kazushige Ugaki, foram feitos esforços concentrados para construir a base industrial na Coreia. Isto foi especialmente verdadeiro nas áreas da indústria pesada, como fábricas de produtos químicos e siderúrgicas, e produção de munições. Os militares japoneses sentiram que seria benéfico ter a produção mais próxima da fonte de matérias-primas e mais próxima das potenciais linhas de frente para uma futura guerra com a China.
Lee Young-hoon, professor da Universidade Nacional de Seul, afirma que menos de 10% das terras aráveis ficaram realmente sob controle japonês e o arroz era normalmente comercializado, e não roubado. Ele também insiste que o conhecimento dos coreanos sobre a era sob o domínio japonês é principalmente constituído por educadores posteriores. Muitos dos argumentos de Lee, entretanto, foram contestados.
Segundo Alleyne Ireland, um autor britânico, ele se referiu à condição da Coreia sob domínio japonês. A partir de 1926, ele descreveu em seu livro "A Nova Coreia", "olhando para frente a partir de 1910, uma coisa estava clara onde muitas coisas eram obscuras, a saber, que o Japão, tendo decidido tornar a Coreia parte de seu Império, consideraria a permanência de sua ocupação seja um elemento importante de sua política nacional, a ser mantida intacta, a qualquer custo, contra revoltas internas ou intrigas estrangeiras. Os japoneses referem-se com orgulho à sua proteção eficaz da vida e da propriedade em todo um país, mas recentemente invadido. por bandidos, ao enorme aumento durante os últimos quinze anos em todos os ramos de produção, com a sua conotação de aumento de emprego para os coreanos, ao número cada vez maior de coreanos nomeados para o serviço governamental são factos que não podem ser contestados. Os nacionalistas coreanos atribuem-lhes um significado sinistro".

### Comércio de drogas

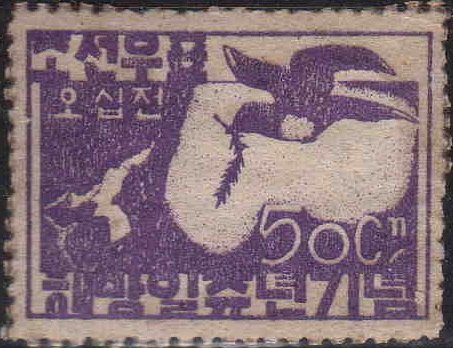
1946, emissão de selos comemorativos com a pomba da paz celebrando o fim do domínio japonês

A Coreia produziu uma pequena quantidade de ópio durante os primeiros anos do período colonial, mas na década de 1930, a Coreia tornou-se um grande exportador de ópio e narcóticos, tornando-se um fornecedor significativo para o comércio ilícito de drogas, especificamente para o monopólio do ópio criado pelo Governo Manchukuo patrocinado pelos japoneses. O Governo-Geral desenvolveu instalações dedicadas à produção de morfina e heroína. Os emigrantes coreanos desempenharam um papel extenso no tráfico de drogas na China, especialmente na Manchúria, onde foram empregados como agricultores de papoula, traficantes de drogas ou proprietários de antros de ópio - empregos de má reputação que estavam no degrau mais baixo da escada do tráfico de drogas. O início da produção de ópio e de narcóticos na Coreia foi motivado pela escassez mundial de ópio e pelo ambiente desfavorável do Japão para o cultivo de papoula, tornando os japoneses inteiramente dependentes de importações estrangeiras para satisfazer a procura interna de ópio medicinal. Os japoneses descobriram que a Coreia proporcionava condições favoráveis de clima e solo para o cultivo da papoula; não só as condições climáticas e de solo eram mais adequadas, mas os custos da terra e da mão-de-obra eram mais baixos do que no Japão. Os agricultores na Coreia estavam conscientes da procura global de ópio e acolheram favoravelmente a ideia de aumentar a quantidade de terra para o cultivo de papoila, uma ideia que lhes foi apresentada pelas empresas farmacêuticas japonesas. A venda e o consumo de drogas eram generalizados na Coreia, onde o país enfrentava um problema interno substancial de abuso de drogas, manifestando-se sob a forma de tabagismo de ópio e dependência de morfina. Na Coreia, a maioria dos narcóticos ilícitos era fornecida por farmacêuticos japoneses.

## Mudanças na cultura coreana

### Censura de jornais
Em 1907, o governo japonês aprovou a Lei dos Jornais que efetivamente impedia a publicação de jornais locais. Apenas o jornal de língua coreana Daehan Maeil Shinbo (大韓毎日新報) continuou sua publicação, pois era dirigida por um estrangeiro chamado Ernest Bethell. Durante a primeira década do domínio colonial, portanto, não existiam quaisquer jornais de propriedade coreana, embora os livros fossem impressos de forma constante e houvesse várias dezenas de revistas de propriedade coreana. Porém, devido à influência do Movimento 1º de Março, isso foi amenizado na década de 1920, permitindo a criação dos jornais coreanos The Chosun Ilbo e do antijaponês The Dong-a Ilbo.
Em 1932, o Japão relaxou as restrições à publicação de jornais coreanos. Apesar disso, o governo continuou a apreender jornais sem aviso prévio: há mais de mil apreensões registadas entre 1920 e 1939. A revogação dos direitos de publicação foi relativamente rara e apenas três revistas tiveram os seus direitos revogados durante todo o período colonial. Em 1940, à medida que a Guerra do Pacífico aumentava de intensidade, o Japão fechou novamente todos os jornais em língua coreana.

### Educação

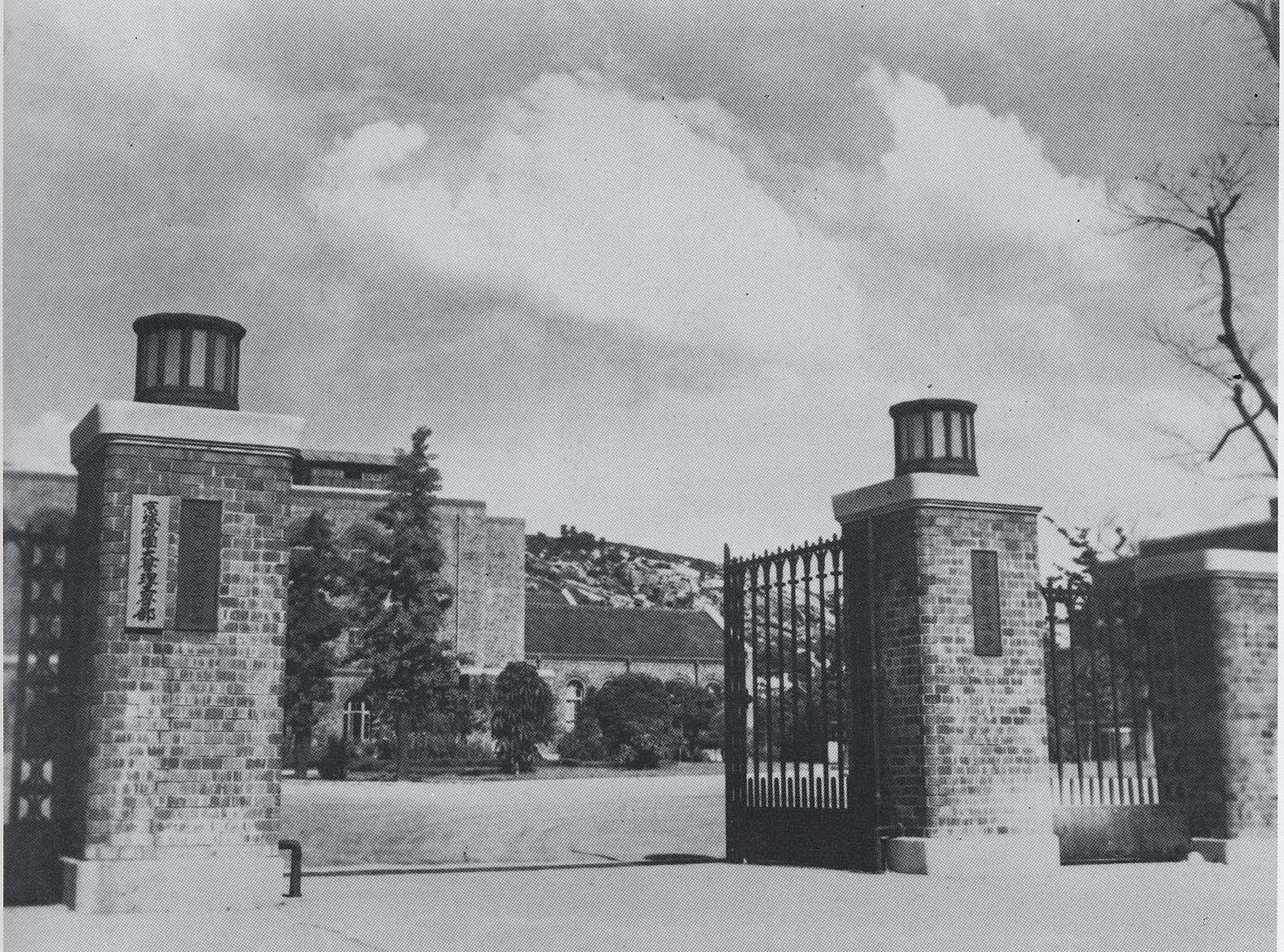
Universidade Imperial Keijo

Número de escolas públicas regulares (公立普通学校) e alunos sob domínio japonês

Taxa de matrícula de escolas públicas regulares (公立普通学校) sob o domínio japonês

Após a anexação da Coreia, a administração japonesa introduziu um sistema de educação pública modelado após o sistema escolar japonês com uma hierarquia piramidal de escolas primárias, médias e secundárias, culminando na Universidade Imperial Keijō em Keijō. Como no próprio Japão, a educação era vista principalmente como um instrumento de "formação do cidadão imperial" (황민화; 皇民化; Kōminka) com forte ênfase na instrução moral e política. Grupos religiosos japoneses, como os cristãos protestantes, apoiaram voluntariamente as autoridades japonesas nos seus esforços para assimilar os coreanos através da educação.
Durante a época colonial, as escolas primárias eram conhecidas como "Escolas Cidadãs" (국민학교; 国民学校; kokumin gakkō ) como no Japão, como meio de formar "Cidadãos Imperiais" adequados (황국민; 皇国民; kōkokumin) desde a primeira infância. As escolas primárias na Coreia do Sul hoje são conhecidas pelo nome de chodeung hakgyo (초등학교; 初等學校) ("escola primária"), já que o termo gukmin hakgyo/kokumin gakkō tornou-se recentemente um termo politicamente incorreto.
Durante o período colonial, o Japão estabeleceu um sistema educacional oficialmente igualitário na Coreia, mas limitou estritamente a taxa de educação mista. Após a publicação do Regulamento Educacional Coreano em 1938, esta situação mudou ligeiramente. "A educação primária consistia em quatro anos obrigatórios de escola primária (futsu gakkō). A educação secundária incluía quatro anos de ensino médio para meninos (koto futsu gakkō) e três anos para meninas (joshi koto futsu gakko ) ou dois a três anos de ensino profissionalizante. escola (jitsugyo gakkō). Em 1915, os japoneses anunciaram o Regulamento das Escolas Técnicas (senmon gakko kisoku), que legalizou as escolas técnicas (senmon gakkō) como instituições de ensino pós-secundário."
Além disso, as instituições educacionais coreanas modernizadas (para a época) foram excluídas do sistema colonial. Em 1911, o governo japonês estabeleceu o Regulamento para Escolas Privadas (Shiritsu gakko kisoku), que visava minar essas instalações, o que mostrava um despertar patriótico.
O currículo público durante a maior parte do período foi ministrado por educadores coreanos sob um sistema híbrido focado na assimilação dos coreanos no Império Japonês, ao mesmo tempo que enfatizava a educação cultural coreana. Este centrou-se na história do Império Japonês, bem como inculcou a reverência pela Casa Imperial do Japão e a instrução no Rescrito Imperial sobre Educação.
A integração de estudantes coreanos em escolas de língua japonesa e de estudantes japoneses em escolas de língua coreana foi desencorajada, mas aumentou constantemente ao longo do tempo. Embora a política oficial tenha promovido a igualdade entre coreanos étnicos e japoneses étnicos, na prática isso raramente acontecia. A história coreana e os estudos da língua seriam ensinados lado a lado com a história e os estudos da língua japonesa até o início da década de 1940, sob um novo decreto educacional que viu os esforços em tempo de guerra aumentarem e o sistema híbrido enfraquecer lentamente.
| Habilidade acadêmica        | População  | %     |
| --------------------------- | ---------- | ----- |
| Universidade                | 7 374      | 0,03% |
| Escola vocacional           | 22 064     | 0,1%  |
| Ensino fundamental e Médio  | 199 642    | 0,9%  |
| Escola primária             | 1 941 789  | 8,5%  |
| Escola temporária e Seodang | 980 122    | 4,3%  |
| Sem instrução               | 19 642 775 | 86,2% |
| Total                       | 22 793 766 | 100%  |

Um ponto de vista é que, embora o sistema educativo japonês na Coreia tenha sido prejudicial à identidade cultural da Coreia, a introdução da educação pública como universal foi um passo na direção certa para melhorar o capital humano da Coreia. Perto do fim do domínio japonês, a Coreia viu a frequência do ensino fundamental em 38 por cento. Os filhos de famílias da elite puderam avançar para o ensino superior, enquanto outros puderam frequentar escolas técnicas, permitindo "o surgimento de uma pequena mas importante classe de trabalhadores técnicos e de colarinho branco bem-educados ... que possuíam as habilidades necessárias para administrar uma economia industrial moderna." O sistema educacional japonês acabou produzindo centenas de milhares de sul-coreanos instruídos que mais tarde se tornaram "o núcleo da elite política e econômica do pós-guerra".
Outro ponto de vista é que foi somente após o fim do domínio japonês com a Segunda Guerra Mundial que a Coreia viu um verdadeiro aumento democrático na educação pública, como evidenciado pelo aumento da taxa de alfabetização de adultos de 22 por cento em 1945 para 87,6 por cento em 1970 e 1993. % no final da década de 1980. Embora a educação pública tenha sido disponibilizada para escolas primárias durante o domínio japonês, a Coreia, como país, não registou taxas de matrícula no ensino secundário comparáveis às do Japão antes do fim da Segunda Guerra Mundial.
Por exemplo, de acordo com as estatísticas do Governo Geral Japonês da Coreia em 1944, que foram preparadas pouco antes da independência, apenas 8,5% da população total ingressou na escola primária e a taxa de matrícula no ensino médio foi de apenas 0,9%. A taxa de alfabetização também era muito baixa, pelo que apenas 30% da população conseguia ler cartas, em comparação com um aumento acentuado para 90% em 1955, 10 anos após a independência.

### Políticas sobre o idioma coreano
Na fase inicial do domínio japonês, os alunos eram ensinados em coreano em escolas públicas estabelecidas por funcionários étnicos coreanos que trabalhavam para o governo colonial. Embora antes disso as escolas na Coreia usassem principalmente Hanja, durante esse tempo o coreano passou a ser escrito em uma escrita mista Hanja-Coreana influenciada pelo sistema de escrita japonês, onde a maioria das raízes lexicais foram escritas em Hanja e as formas gramaticais na escrita coreana. Os livros coreanos desta época incluíam trechos de histórias tradicionais coreanas, como Heungbujeon/Kōfuden (흥부전 / 興夫伝).
Em 1921, os esforços do governo foram intensificados para promover a mídia e a literatura coreanas em toda a Coreia e também no Japão. O governo japonês também criou incentivos para educar estudantes de etnia japonesa na língua coreana. Em 1928, a Sociedade da Língua Coreana inaugurou o Dia Hangul (9 de outubro), que pretendia celebrar o alfabeto coreano diante da aceleração da japonização da cultura coreana. e em 1933, a base da ortografia moderna da Coreia do Sul e do Norte foi concluída.
A política administrativa japonesa mudou de forma mais agressiva para a assimilação cultural em 1938 (Naisen ittai) com um novo relatório do governo aconselhando reformas para fortalecer o esforço de guerra. sob esta influência em 1940, todos os jornais coreanos, exceto o jornal oficial do governo japonês, foram eliminados. Em 1942, as autoridades japonesas causaram o Incidente da Sociedade de Língua Coreana e fecharam a sociedade, aplicando suspeita de rebelião aos estudiosos.
Isso deixou menos espaço para estudos da língua coreana e, em 1943, todos os cursos da língua coreana foram eliminados. Ensinar e falar coreano era proibido. Embora o relatório do governo aconselhasse reformas mais radicais, o plano de 10 anos nunca entraria plenamente em vigor.

### Remoção e devolução de artefatos históricos
O domínio japonês da Coreia também resultou na transferência de dezenas de milhares de artefatos culturais para o Japão. Esta remoção de bens culturais coreanos foi contra uma longa tradição de tais ações que datava pelo menos desde as guerras do século XVI entre a Coreia e o Japão, embora no período colonial do século XX fosse uma atividade sistematizada e regulamentada abrangida por regras emitidas entre 1916-1933.
A questão sobre onde estes artefactos deveriam ser localizados começou durante a ocupação do Japão pelos EUA. Em 1965, como parte do Tratado sobre Relações Básicas entre o Japão e a República da Coreia, o Japão devolveu cerca de 1 400 artefatos à Coreia e considerou a questão diplomática resolvida. Os artefatos coreanos são mantidos no Museu Nacional de Tóquio e nas mãos de muitos colecionadores particulares.
O edifício principal do Palácio Gyeongbokgung foi demolido e o Edifício do Governo Geral Japonês foi construído no seu local exato. As autoridades coloniais japonesas destruíram 85% de todos os edifícios em Gyeongbokgung. Sungnyemun, o portão em Gyeongsong que era um símbolo da Coreia, foi alterado pela adição de grandes chifres dourados de estilo xintoísta perto dos telhados, posteriormente removidos pelo governo sul-coreano após a independência.
Segundo o governo sul-coreano, existem 75 311 artefatos culturais que foram levados da Coreia. O Japão tem 34 369, os Estados Unidos têm 17 803, e a França tem várias centenas, que foram apreendidas na campanha francesa contra a Coreia e emprestadas à Coreia em 2010 sem qualquer pedido de desculpas. Em 2010, o primeiro-ministro do Japão, Naoto Kan, expressou "profundo remorso" pela remoção de artefatos, e organizou um plano inicial para devolver os Protocolos Reais da Dinastia Joseon e mais de 1 200 outros livros, que foi executado em 2011.

### Religião
À medida que o Japão estabeleceu o estado fantoche de Manchukuo, a Coreia tornou-se mais vital para as comunicações internas e para a defesa do império japonês contra a União Soviética. O Japão decidiu na década de 1930 fazer com que os coreanos se tornassem mais leais ao imperador, exigindo a participação coreana nas devoções xintoístas do Estado e enfraquecendo as influências do cristianismo e da religião tradicional. 
Santuários xintoístas foram estabelecidos em toda a península, incluindo o Santuário Escolhido na montanha Namsan em Seul e o Santuário Heijō em Pyongyang. Santuários como esses foram destruídos logo após a libertação da Coreia em 1945.

#### Cristianismo e comunismo
Os esforços missionários protestantes na Ásia não tiveram mais sucesso do que na Coreia. Os presbiterianos e metodistas americanos chegaram na década de 1880 e foram bem recebidos. Durante o período colonial japonês, o cristianismo tornou-se uma expressão da oposição nacionalista coreana ao Japão e às suas políticas de assimilação. Em 1914, entre 16 milhões de pessoas, havia 86 mil protestantes e 79 mil católicos; em 1934, os números eram 168 000 e 147 000. Os missionários presbiterianos foram especialmente bem-sucedidos. A harmonização com as práticas tradicionais tornou-se um problema. Os católicos toleravam os ritos xintoístas; Os protestantes desenvolveram um substituto para os ritos ancestrais confucionistas, fundindo rituais funerários e de morte baseados em Confucionismo e cristãos.
Os missionários expressaram alarme com o aumento da atividade comunista durante a década de 1920. Com a promulgação da Lei de Preservação da Paz em 1925, a literatura comunista foi proibida em todo o Império do Japão, incluindo Chosen; para evitar suspeitas e permitir a disseminação, era muitas vezes disfarçado de literatura cristã dirigida aos missionários. Os conceitos comunistas, como a luta de classes e o movimento nacionalista parceiro, ressoavam bem com alguns dos camponeses e cidadãos de classe baixa de Chosen; isto foi preocupante para alguns missionários por causa dos componentes ateus do comunismo. A certa altura, estudantes comunistas em Keijō realizaram uma "conferência anti-Escola Dominical" e protestaram ruidosamente contra a religião em frente às igrejas. Este protesto renovou o interesse do governo japonês na censura das ideias e da linguagem comunistas.

## Legado

### Resultado das mudanças de nome
Embora oficialmente voluntário e inicialmente resistido pelo governo colonial japonês, 80% dos coreanos mudaram voluntariamente seu nome para japonês em 1940. Muitos líderes comunitários apelaram à adopção de nomes japoneses para facilitar o sucesso dos seus filhos na sociedade e a superação da discriminação.
Um estudo conduzido pela Biblioteca do Congresso dos Estados Unidos afirma que "a cultura coreana foi reprimida e os coreanos foram obrigados a falar japonês e usar nomes japoneses". Esta política de mudança de nome, chamada sōshi-kaimei (창씨개명; 創氏改名), fez parte dos esforços de assimilação do Japão. Isto foi fortemente resistido pelo povo coreano. Os coreanos que mantiveram os seus nomes coreanos não foram autorizados a matricular-se na escola, foram-lhes recusados serviços em repartições governamentais e foram excluídos das listas de rações alimentares e outros fornecimentos. Diante de tal compulsão, muitos coreanos acabaram cumprindo a Ordem de Mudança de Nome. Uma política tão radical foi considerada simbolicamente significativa no esforço de guerra, ligando o destino da Coreia ao do império. Vários proeminentes coreanos étnicos que trabalhavam para o governo japonês, incluindo o general Kō Shiyoku/Hong Sa-ik, insistiram em manter seus nomes coreanos. Outro coreano étnico, Boku Shunkin/Park Chun-Geum (박춘금, 朴春琴), foi eleito membro da Câmara Baixa do Terceiro Distrito de Tōkyō nas eleições gerais de 1932 e cumpriu dois mandatos sem mudar seu nome coreano, mas tem foi registrado como chinilpa pelo atual governo da República da Coreia.

### Trabalhadores forçados, mulheres de conforto e Unidade 731
Durante a Segunda Guerra Mundial, cerca de 450 mil trabalhadores coreanos do sexo masculino foram enviados involuntariamente para o Japão. As  mulheres de conforto, que serviam em bordéis militares japoneses como forma de escravidão sexual, vieram de todo o império japonês. As estimativas históricas variam de 10 000 a 200 000, incluindo um número desconhecido de coreanos. No entanto, 200 000 são considerados um número conservador pelos historiadores modernos, e estima-se que até 500 000 mulheres de conforto sejam levadas. Estas mulheres enfrentavam uma média de 29 homens e até 40 homens por dia, de acordo com uma mulher de conforto sobrevivente. No entanto, dos 500 000, menos de 50 estão vivas hoje. As mulheres de conforto eram frequentemente recrutadas em localidades rurais com a promessa de emprego em fábricas; registros comerciais, muitas vezes de subcontratados coreanos de empresas japonesas, mostravam-nas falsamente classificadas como enfermeiras ou secretárias. Há evidências de que o governo japonês destruiu intencionalmente os registros oficiais relativos às mulheres de conforto.
Os coreanos, juntamente com muitos outros asiáticos, foram submetidos a experiências na Unidade 731, uma unidade secreta de experimentação médica militar na Segunda Guerra Mundial. As vítimas que morreram no campo incluíram pelo menos 25 vítimas da antiga União Soviética e da Coreia. O General Shiro Ishii, chefe da Unidade 731, revelou durante os Julgamentos de Crimes de Guerra em Tóquio que 254 coreanos foram mortos na Unidade 731. Alguns historiadores estimam que até 250 000 pessoas foram submetidas a experimentos humanos. Um veterano da Unidade 731 atestou que a maioria dos experimentos eram chineses, coreanos e mongóis.
Os julgamentos de Tóquio foram realizados em 29 de abril de 1946 para julgar o pessoal japonês sob acusações de Classe A, B e C por crimes contra a paz, crimes de guerra convencionais e crimes contra a humanidade, respectivamente. A Classe C foi criada principalmente para abordar as atrocidades cometidas pelo Japão contra os seus nacionais ou cidadãos aliados em tempos de paz ou guerra, uma vez que o direito da guerra abrange apenas cidadãos inimigos e neutros em conflitos armados interestaduais. No entanto, as principais potências Aliadas perceberam que elas próprias tinham colónias e nunca pressionaram as acusações de Classe C, uma vez que não queriam correr o risco de as suas próprias atrocidades coloniais serem sujeitas a acusação. Isto deixou as vítimas coreanas e taiwanesas das atrocidades coloniais japonesas sem qualquer recurso no sistema jurídico internacional.
Em 2002, a Coreia do Sul iniciou uma investigação sobre colaboradores japoneses. Parte da investigação foi concluída em 2006 e foi publicada uma lista de nomes de indivíduos que lucraram com a exploração de colegas coreanos. Os colaboradores não só beneficiaram da exploração dos seus compatriotas, mas os filhos destes colaboradores beneficiaram ainda mais ao adquirirem educação superior com o dinheiro da exploração que acumularam.
A "Comissão da Verdade sobre Mobilização Forçada sob o Imperialismo Japonês, República da Coreia" investigou os relatos recebidos de danos de 86 pessoas entre os 148 coreanos que foram acusados de serem criminosos das classes B e C enquanto serviam como guardas prisionais para os militares japoneses durante a Segunda Guerra Mundial. A comissão, organizada pelo governo sul-coreano, anunciou que reconheceu 83 pessoas entre eles como vítimas. A comissão disse que embora o povo servisse relutantemente como guardas para evitar o recrutamento, eles assumiram a responsabilidade pelos maus-tratos dos japoneses contra os prisioneiros de guerra. Lee Se-il, líder da investigação, disse que o exame dos relatórios da acusação militar de 15 guardas prisionais coreanos, obtidos dos Arquivos Nacionais do Reino Unido, confirmou que foram condenados sem provas explícitas.

### Discriminação contra pacientes coreanos com hanseníase pelo Japão
A Coreia colonial estava sujeita às mesmas Leis de Prevenção da Hanseníase de 1907 e 1931 que as ilhas japonesas. Estas leis permitiam direta e indiretamente a quarentena de pacientes em sanatórios, onde os abortos forçados e a esterilização eram comuns. As leis autorizavam a punição de pacientes que "perturbassem a paz", pois a maioria dos leprologistas japoneses acreditava que a vulnerabilidade à doença era hereditária. Na Coreia, muitos pacientes com hanseníase também foram submetidos a trabalhos forçados. O governo japonês compensou os pacientes internados.

### Vítimas da bomba atômica
Muitos coreanos foram convocados para trabalhar em fábricas industriais militares em Hiroshima e Nagasaki. Segundo o secretário-geral de um grupo denominado Peace Project Network, “houve um total de 70 mil vítimas coreanas nas duas cidades”. O Japão pagou à Coreia do Sul 4 milhões de ienes e construiu um centro de bem-estar em nome da assistência humanitária, não como compensação às vítimas.

### Comissão de investigação presidencial sul-coreana sobre colaboradores pró-japoneses
Colaboradores do Exército Imperial Japonês foram processados no pós-guerra como Chinilpa, ou "amigos dos japoneses". Em 2006, o presidente sul-coreano Roh Moo-hyun nomeou uma comissão de investigação sobre a questão da localização de descendentes de colaboradores pró-japoneses desde a década de 1890 até ao colapso do domínio japonês em 1945.
Em 2010, a comissão concluiu o seu relatório em cinco volumes. Como resultado, a propriedade fundiária de 168 cidadãos sul-coreanos foi confiscada pelo governo, sendo estes cidadãos descendentes de colaboradores pró-japoneses.

## Lista dos governadores-gerais da Coreia

Selo alternativo do Governo Geral da Coreia

- Terauchi Masatake (1910–1916)
- Hasegawa Yoshimichi (1916–1919)
- Saito Makoto (1929–1931)
- Kazushige Ugaki (1931–1936)
- Yamanashi Hanzo (1927–1929)
- Jiro Minami (1936–1942)
- Kuniaki Koiso (1942–1944)
- Nobuyuki Abe (1944–1945)

## Na cultura popular
- Joeun Nom, Napun Nom, E-sanghan Nom, filme da Coreia do Sul de 2008
- Mai Wei, filme sul-coreano de 2011

- Ah-ga-ssi, filme sul-coreano de 2016

- Miljeong, filme sul-coreano de 2016

- Chicago Typewriter, programa de TV sul-coreano de 2017

- Mr. Sunshine, programa de TV sul-coreano de 2018